# Cucina siracusana

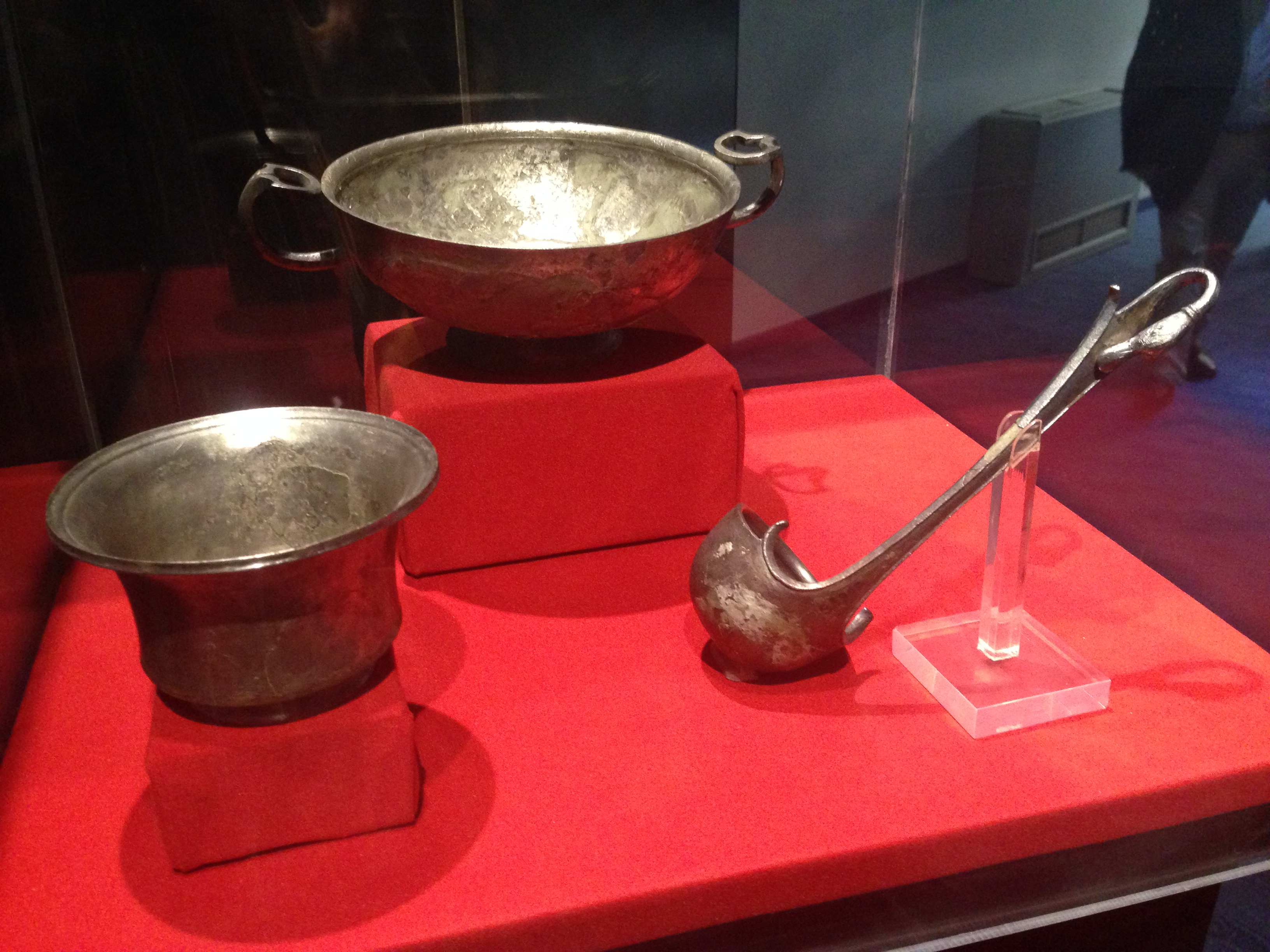
Coppa, tazza e mestolo in argento dell'epoca ellenistica provenienti da Megara Iblea (Augusta)

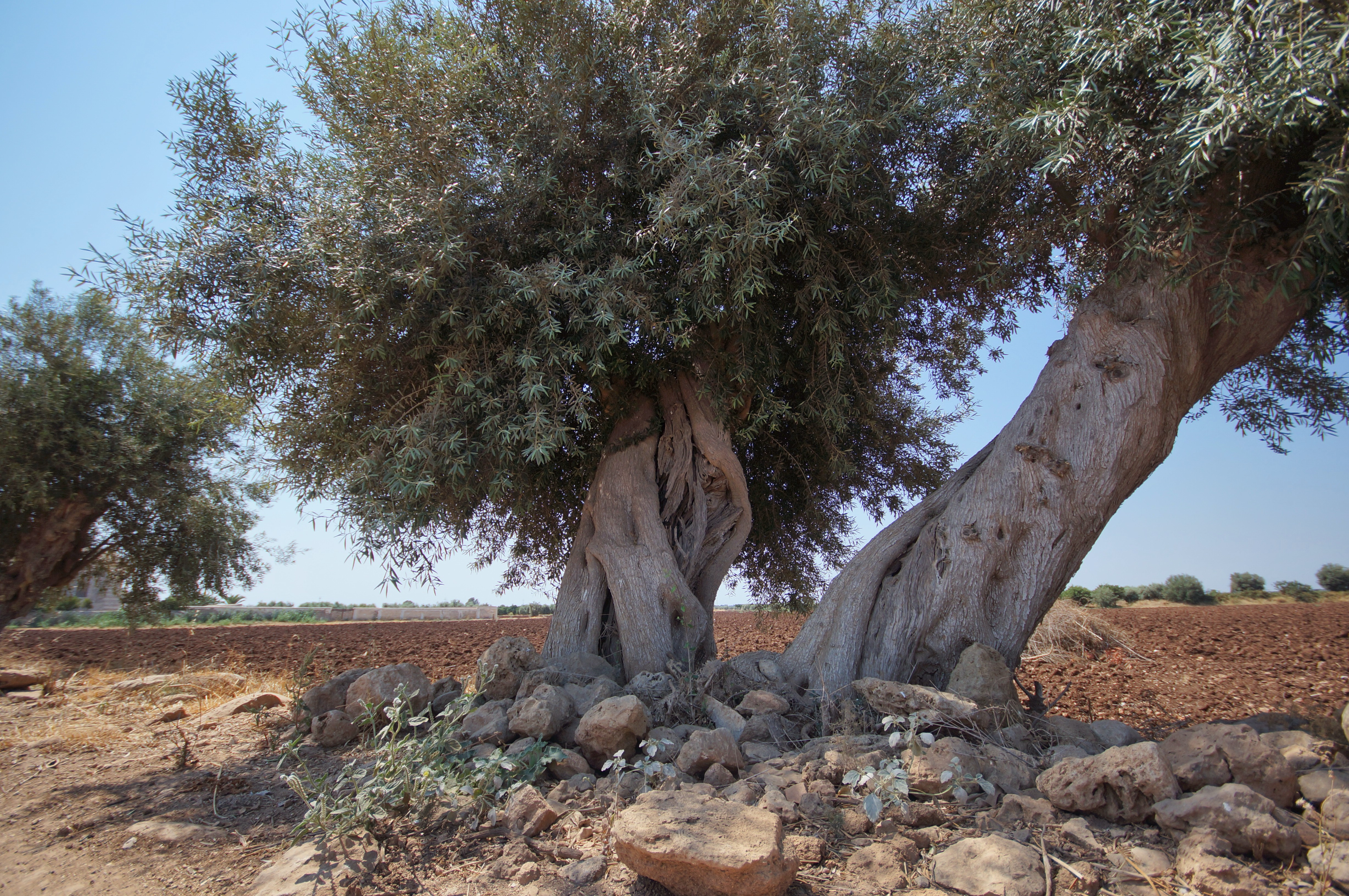
Olivi secolari nei pressi di Cassibile

Siracusani con casse di masculino (alici)

La cucina siracusana ha origini antichissime; essa affonda le sue radici direttamente nell'epoca greca, durante la quale i suoi cuochi erano molto rinomati e le sue pietanze venivano esportate al di fuori della Sicilia.
La città di Siracusa è definita la patria di quella che fu la prima scuola di cucina in Occidente. Già nel V secolo a.C. si menzionavano negli scritti i suoi oliveti e la lavorazione che essa faceva del pesce, ponendolo sotto sale. Formaggio, pasta e pane facevano parte dell'alimentazione degli abitanti del territorio ibleo. Cibi come miele e vino, prodotti dai locali, venivano ampiamente serviti nelle tavole dell'antica Roma.
Durante il Medioevo giunsero dall'Oriente gli agrumi, le mandorle e lo zucchero, facendo confluire nella cucina siracusana quegli alimenti che odiernamente la caratterizzano; patate, peperoni e pomodori arrivati via mare dall'America e dagli spagnoli alla fine del XV secolo andarono a completare il quadro degli ingredienti da essa più utilizzati.
L'area geografica del siracusano è contrassegnata sia dalla presenza del mare sia dalla presenza dei monti, ciò si ripercuote nella cucina, per cui essi hanno sviluppato dei tradizionali menù a base di pane casareccio, erbe aromatiche, salsiccia e sugo di maiale, ai quali si affiancano pietanze marinare come la zuppa di pesce, la pasta col nero di seppia e la bottarga di tonno.
Nella cucina siracusana si adopera molto la ricotta (preferibilmente iblea), dolce o salata, e le scacciate siciliane vengono quasi sempre chiamate impanate. Il pizzolo e le zeppole di San Martino sono le peculiarità della pizzeria e rosticceria locale, mentre tra le lavorazioni dolciarie più tipiche si segnalano le raviole al forno, i totò e la giuggiulena, oltre alla classica granita alle mandorle, che nel siracusano viene preparata con l'aggiunta di pezzetti di mandorle tostate e tritate.
Da questo territorio giungono inoltre molte delle materie prime che compongono i popolari piatti della Sicilia; per citare le più conosciute: il pomodoro ciliegino di Pachino, l'Arancia Rossa di Sicilia, il Nero d'Avola, la mandorla di Avola, la patata novella e il limone di Siracusa.

## Storia della cucina siracusana

### La cucina nell'epoca antica
(Alessi riporta le parole di un cuoco; citazione conservata da Ateneo di Naucrati, IV, cap. XX, 169d.)

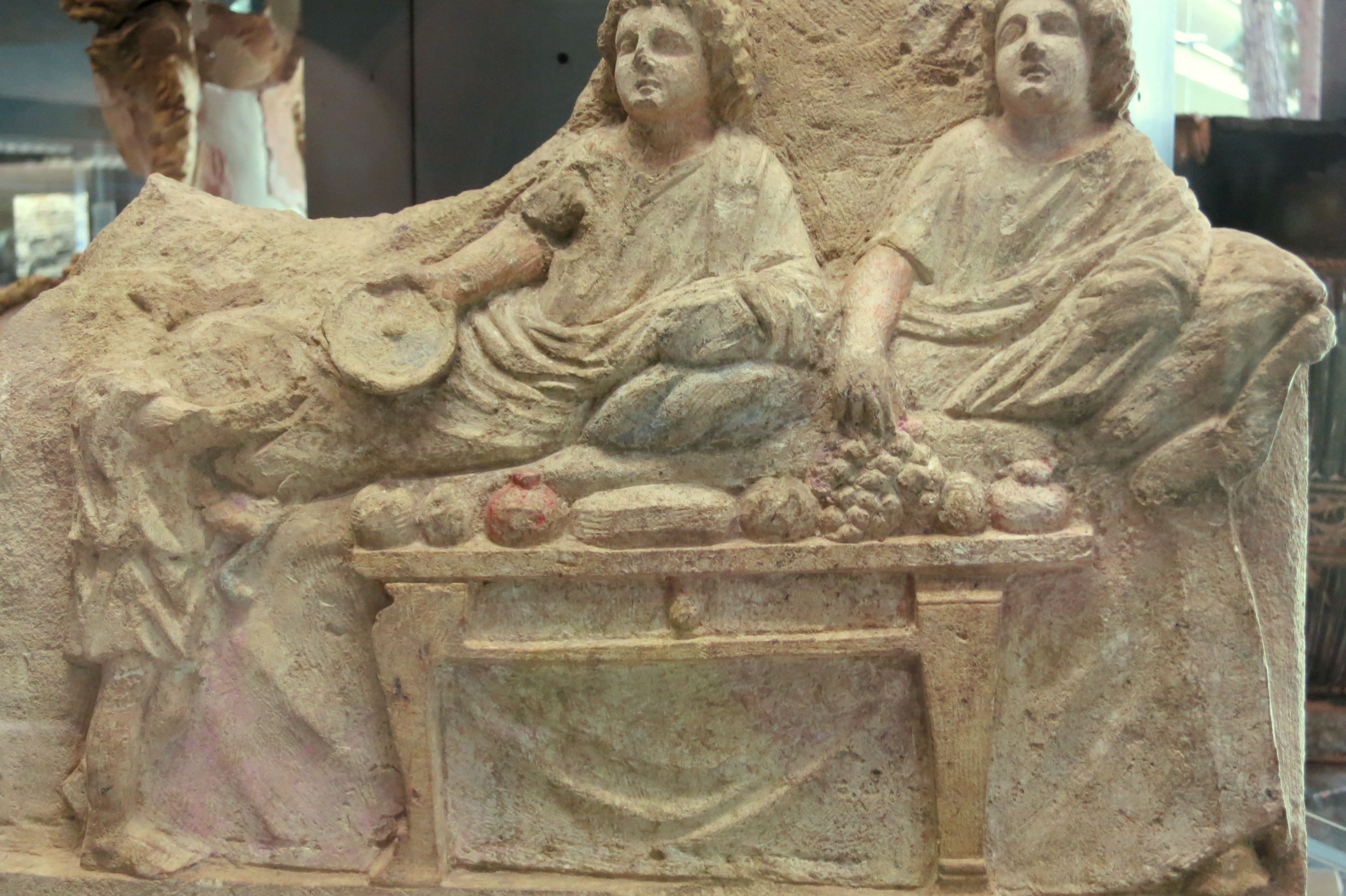
Scultura proveniente dall'antica Siracusa, ritraente la scena di un simposio (museo archeologico regionale Paolo Orsi)

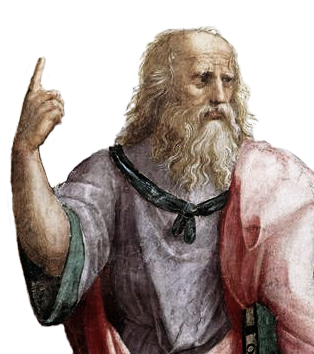
Platone (dipinto di Raffaello Sanzio), il filosofo ateniese che criticò l'opulenza della cucina siracusana

La cucina siracusana fu tra le più rinomate dell'antica Grecia. I suoi cuochi divennero celebri: Miteco Siculo e Labdaco di Siracusa erano considerari simboli dell'arte culinaria; da essi si recavano gli altri cuochi dell'antichità per apprendere la maniera esatta di preparare le pietanze.
Tra le sue specialità vi erano il pesce cosparso di formaggio e insaporito con salse aromatiche (usanza criticata solo da Archestrato di Gela), la preparazione di paste di grano e i dolci al miele ibleo.
La cucina siracusana era sinonimo di abbondanza e ricercatezza: il proverbio «come un banchetto siracusano» si usava per indicare le mense particolarmente ricche ed elaborate, che ricordavano quindi il modo di mangiare dei Sicelioti. Il filosofo Platone biasimò lo stile di vita dei Siracusani e la loro cucina fin troppo evoluta: essi, disse l'Ateniese, pranzavano due volte al giorno e corrompevano l'anima e il corpo del guerriero greco con tutta una serie di leccornie e piatti sofisticati.
Platone a tali abitudini alimentari diede persino la colpa dell'instabilità politica della pentapoli aretusea; egli voleva educare i suoi cittadini alla frugalità (cibi come olive e fichi). Ma i Siracusani andavano fieri della loro espressione culinaria. Essi si consideravano i prescelti della dea Demetra, colei che consegnò loro, primi tra tutti gli uomini della Terra, la cariosside (frutto del grano), affermavano altresì che Aristeo, il dio dell'agricoltura, era giunto in Sicilia per insegnar loro la fabbricazione dell'olio, del latte e del miele. Consideravano inoltre dolci i loro pesci, poiché erano il frutto di un mare diverso: un mare dalle acque dolci; un eufemismo per sentenziare la bontà degli alimenti con i quali si nutrivano.

### La cucina dal Medioevo a oggi

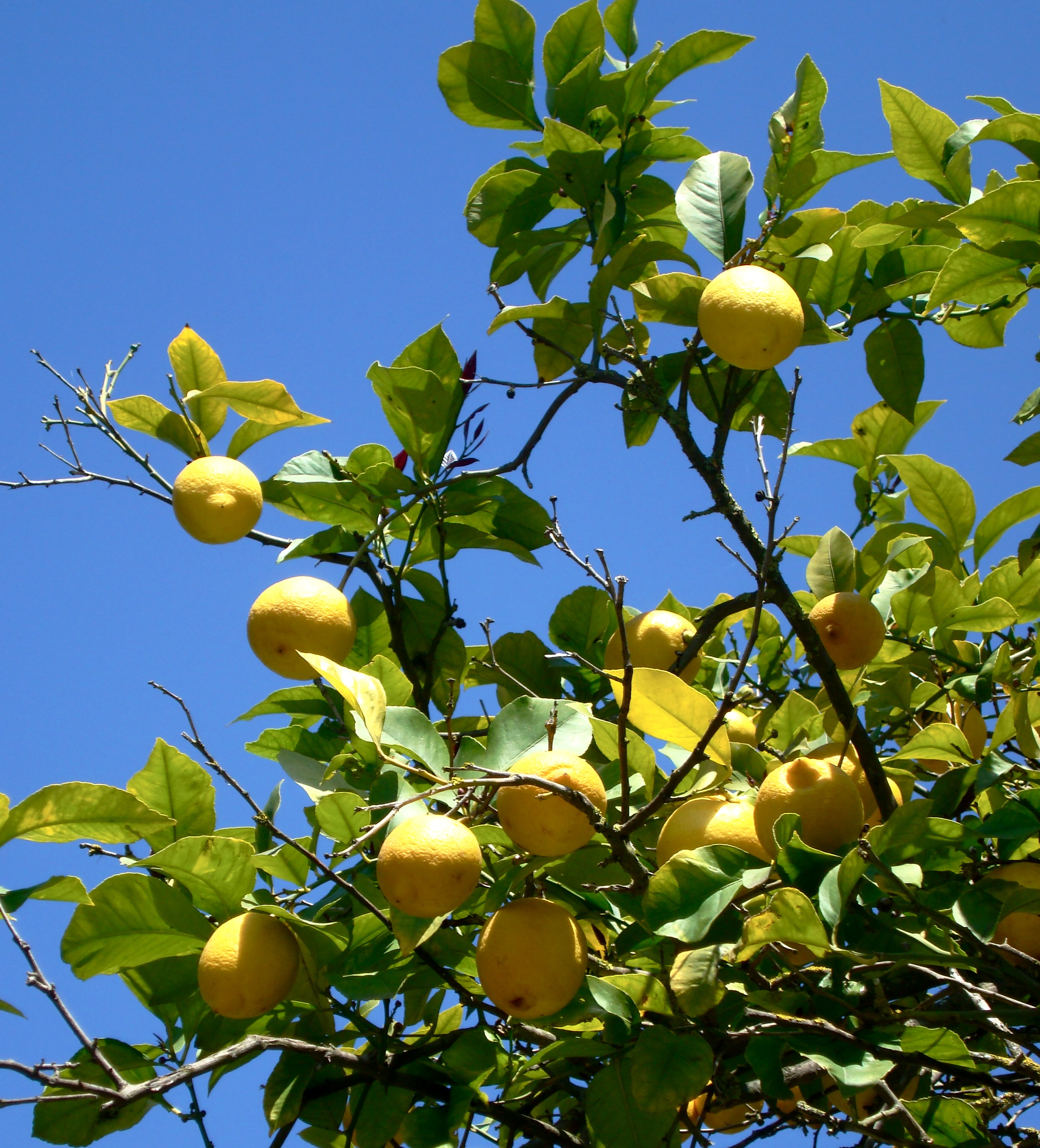
I limoni del siracusano, piantati per la prima volta in epoca araba

Con la dominazione araba (IX secolo) nella cucina siracusana vennero introdotti nuovi alimenti, molti dei quali provenienti dal Levante, come i frutti degli alberi del limone, dell'arancio, del carrubbo e del mandorlo, che incontrando grande prosperità su questo territorio ne avrebbero segnato significativamente, nei secoli a venire, l'aspetto fisico e gli usi alimentari.
Il modo di nutrirsi dei siracusani durante i cosiddetti «secoli bui» dovette mutare di parecchio, o meglio, dovette divenire decisamente più frugale rispetto alla nota cucina del luogo d'epoca greco-romana, visto che, cessato il Medioevo, ai primi albori dell'epoca rinascimentale, il filosofo e teologo olandese Erasmo da Rotterdam rese noto nei suoi Adagi, con un certo disappunto, che gli abitanti di Siracusa, e i «Siculi» in generale, non meritavano più l'antico proverbio sui fasti delle loro tavolate («come un banchetto siracusano»), poiché mangiavano in maniera molto più povera.

#### Lo zucchero
Tra le numerose nuove colture orientali, una che scrisse un importante pezzo di storia sulle vivande siracusane fu la canna da zucchero (originaria della Nuova Guinea): il suo utilizzo e commercio partì proprio da Siracusa e in breve tempo si estese a tutta la Sicilia e ai territori limitrofi, finendo da qui in molte regioni d'Italia e infine oltreoceano.
Intorno al XV secolo lo zucchero che si estraeva dalla canna (il saccarosio) prese a interessare i governi dei vari paesi, per cui la pianta che lo produceva divenne pregiata. Essa localmente era detta cannamela, poiché la sua dolcezza ricordava il miele, e nel siracusano la si trovava soprattutto ad Avola, a Melilli e ad Augusta. Fu dal porto di Siracusa che l'imperatore Carlo V di Spagna spedì nei suoi possedimenti dell'America meridionale la canna da zucchero che era stata coltivata in queste zone. Tuttavia il trapianto nel "Nuovo Mondo" rappresentò l'inizio della decadenza delle piantagioni siciliane: ben presto lo zucchero americano prevalse su quello locale (dal XVI secolo), sostituendosi a esso nelle cucine. Ciononostante, in alcune aree del siracusano la coltivazione resistette; come ad Avola, nella quale (ancora nel XVIII secolo) si continuava a utilizzare la suddetta pianta per produrre zucchero e rum. Oggi, sempre ad Avola, c'è un ritorno alla coltivazione della canna da zucchero e alla lavorazione dello zucchero e di uno dei suoi derivati, il rum appunto.
Il ricordo della produzione dello zucchero rimase nei toponimi del territorio: a Siracusa un luogo dell'isola di Ortigia nel XVIII secolo portava il nome di Cannamele (tutt'oggi conservatosi nella memoria degli anziani come rione nei pressi di piazza San Giuseppe) e un'antica porta della città era chiamata Porta degli Zuccheri o Porta Saccària, detta anche Porta dei Saccàri (Turrim supra portam sacchariorum positam).
I secoli dell'innovazione dello zucchero furono anche i secoli nei quali i siracusani trovarono il metodo per la fabbricazione di sorbetti e granite: se i conquistatori berberi adoperavano la neve, e quindi il ghiaccio del vulcano Etna come ingrediente base per lo sherbeth, i siracusani invece si servivano della neve stipata nelle neviere dei monti Iblei (soprattutto in quelle di Buccheri sul monte Lauro), per poi mischiarla allo zucchero di canna e al succo della frutta. Fu nel 1500 che essi iniziarono a commercializzare il ghiaccio del territorio, molto richiesto in cucina: tra Seicento e Settecento dal mare siracusano salpavano navi cariche di ghiaccio alla volta del resto della Sicilia e persino di Malta.
Ma oltre che per la preparazione dei primi dolci freddi, il ghiaccio ibleo veniva utilizzato anche per la conservazione degli alimenti e per rendere più piacevoli le bevande, specialmente d'estate; come nel caso del vino refrigerato (questa "fabbrica del freddo" che aveva per protagonisti i monti cessò solo quando nacquero i primi impianti per la formazione del ghiaccio direttamente nei centri costieri).
Nel frattempo, nonostante la comparsa del rivoluzionario saccarosio sulle tavole siracusane, non aveva avuto termine la produzione del più antico dolcificante conosciuto dai locali: il miele. Il botanico Paolo Silvio Boccone nel XVII secolo scrisse che i contadini degli Iblei raccoglievano miele esattamente come lo facevano i loro predecessori molto tempo prima.

#### Il sale
I siracusani poterono usufruire per un largo periodo del sale, ovvero del cloruro di sodio, prelevato dal loro stesso mare, tramite il processo di evaporazione solare delle acque. I cristalli che emergevano venivano lavorati nelle numerose saline del territorio. A differenza di quanto accadeva nella parte occidentale dell'isola, nel siracusano vi era una equa e vasta distribuzione di questi impianti (se ne arrivò a contarne ben 13); essi si potevano dividere in quattro gruppi: saline di Pachino (nel cui gruppo rientravano anche le saline di Vendicari), saline di Siracusa, saline di Magnisi e saline di Augusta.
Alcune di queste saline risalivano al Medioevo (senza considerare il fatto che a quanto pare gli antichi siracusani avevano già i loro metodi per procurarsi il sale), ma le più importanti risultarono essere quelle di Magnisi (all'epoca ancora parte del comune di Siracusa) e quelle di Augusta.
(Parlamento del Regno d'Italia, Atti parlamentari, vol. 3, 1877, p. 3214.)
Il sale locale veniva adoperato nelle cucine per insaporire svariate pietanze; un antico canto popolare augustano diceva:

Salinaro con cesto di sale sulle spalle a Magnisi (odierna Priolo Gargallo)

Le saline del siracusano producevano tra la fine del XIX secolo e gli inizi del XX secolo una media annua di 25 000 tonnellate di sale. La cucina siracusana impiegava il sale prodotto per insaporire soprattutto le acciughe, le sardine, le alici, ma anche i tonni che non si riuscivano a vendere subito, poiché il sale ne facilitava la conservazione.
La lavorazione del sale in loco cessò a metà del Novecento (alcune saline resistettero fino agli anni ottanta), in parte a causa dell'ingombrante presenza delle petroliere, attirate dal nuovo polo industriale del siracusano, e in parte per cause ancora non chiarite (probabile crisi locale del settore). Nelle cucine del territorio si prese quindi ad adoperare il sale lavorato altrove.

#### Il riso
I cuochi siracusani conobbero anche l'uso del riso nato dalle proprie campagne: questa graminacea (originaria dell'Asia) venne anch'essa introdotta per la prima volta in Sicilia dagli Arabi, anche se alcuni studiosi fanno notare che non si hanno notizie nei secoli più antichi di coltivazioni di riso siciliano, mentre invece appare documentata, almeno fin dal XIX secolo, la risicoltura nelle province di Siracusa, Catania e in minima parte in quella di Agrigento.
Ciò che consentì a una vastissima area del siracusano la coltivazione di questa pianta furono le sue particolari condizioni climatiche e idrologiche: un clima sufficientemente umido, pur trovandosi in una regione prevalentemente secca, e disposizione di acqua dolce (da fiumi e laghi); al punto tale da permettere il mantenimento dell'Oryza sativa. Tuttavia a un certo punto la risicoltura siracusana, nonostante i suoi iniziali 600 ettari a risaia, andò man mano restringendosi, resistendo soprattutto a Lentini (che da sola, verso la fine, faceva quasi 80 ettari di risaia), fino a quando non fu fatta cessare del tutto.
Nonostante non si coltivasse più riso, i siracusani avevano ormai legato alla loro alimentazione l'uso di questo cereale, mescolandolo con sostanze sia dolci sia salate; è il caso degli arancini: la prima testimonianza storica su di essi risale al 1857 e ne parla come di una vivanda dolce fatta di riso, chiamata «arancinu» (mentre la prima menzione dell'arancino in lingua italiana risale al 1942). Solo in seguito sarebbe nata la variante salata con il ragù. La tradizione siracusana legata agli arancini dolci emerge chiara da uno dei canti più antichi dei vanniaturi (gridatori di piazza): u vanniature in questione, soprannominato il «triestino» (era un profugo della prima guerra mondiale stabilitosi a Siracusa), se ne andava in giro per le strade della città vendendo arancini dolci, da lui stesso rosolati, a base di ricotta e cioccolato.
L'odierna cucina siracusana è il risultato della storia plurimillenaria del territorio; dei numerosi apporti culturali che lo stesso ha ricevuto, i quali si sono tradotti nelle cucine siracusane in pietanze uniche nel loro genere. Il regime nutrizionale dei siracusani rientra a pieno titolo nella costituita dieta mediterranea (dichiarata patrimonio immateriale dell'umanità dal 2010), potendosi considerare quella di Siracusa una delle prime aree ad aver posto le basi per questo genere di alimentazione.

## La cucina e il territorio

### Pesci, molluschi e crostacei

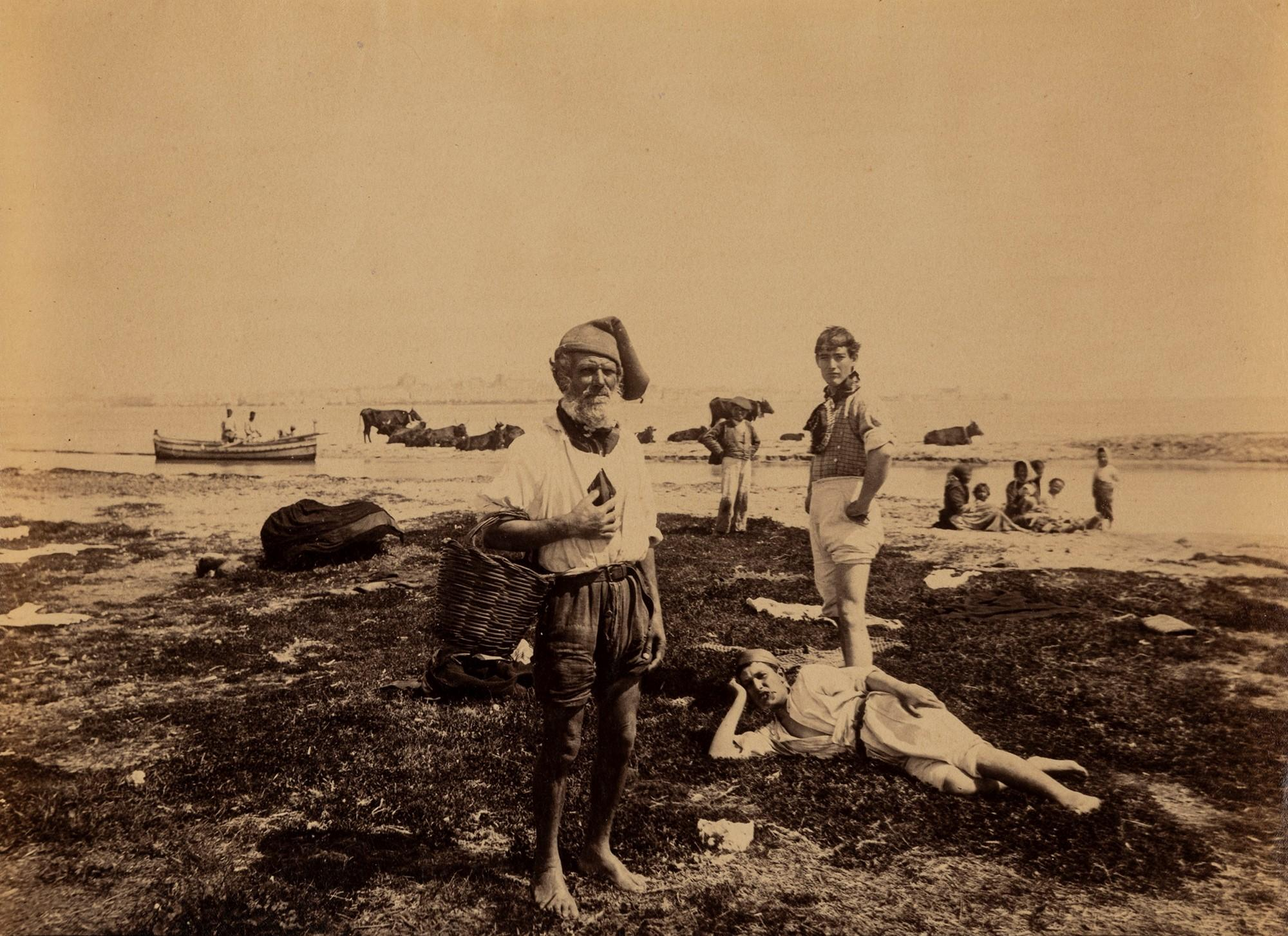
Pescatori di Siracusa in una fotografia di Giovanni Crupi (1849-1925)

Il pesce ha sempre fatto parte dell'alimentazione delle popolazioni costiere del siracusano. Gli abitanti di queste città, Siracusa in testa, si nutrivano essenzialmente dei prodotti ittici pescati nel tratto di mare della loro provincia. Nel XIX secolo (1830) un viaggiatore russo, Aleksandr Dmitrieviò, rilevando la povertà della popolazione locale, lasciò scritto sul Journal de Saint-Pétersbourg che il nutrimento dei siracusani consisteva nel consumare quotidianamente tre semplici cibi: «verdure, frutti di mare e pasta». E nel 1925 il ministero della Marina rilevava come Siracusa si alimentasse con il pesce che confluiva in essa non solamente dalle barche dei suoi pescatori, ma anche con il pesce che eccedeva dai comuni di Pachino, Noto (sbocco a mare tramite il Lido di Noto) e Avola.
I pescatori locali avevano le loro tecniche antiche per far arrivare tra le vie del centro abitato un buon pescato fresco. Nel porto aretuseo si potevano osservare oltre ai caratteristici buzzetti (piccole e veloci imbarcazioni con occhi dipinti risalenti alla tradizione d'età greca) anche le bulestri e le sciabiche; dalle quali derivavano le omonime reti da pesca, poste di fianco alle nasse e ai conzi. Nella grotta dei Cordari di Siracusa si fabbricavano le reti di canapa mentre ad Avola si confezionavano quelle dette "d’erba".
I pescatori poi si costruivano da soli un particolare tipo di rete utilizzando le resistenti piante dei pantani e dei fiumi del territorio. Non amavano allontanarsi troppo dal porto, poiché lo Ionio poteva divenire rapidamente un mare pericolosissimo, a causa dei suoi forti venti.
Essendo acque davvero molto pescose, coloro che avevano passato tutto il giorno in barca si ritiravano nelle proprie case con una fantasiosa varietà di alimenti marini, per cui nel siracusano si diffuse ben presto l'abitudine di comporre nelle cucine la zuppa di pesce (o zuppa di mare).

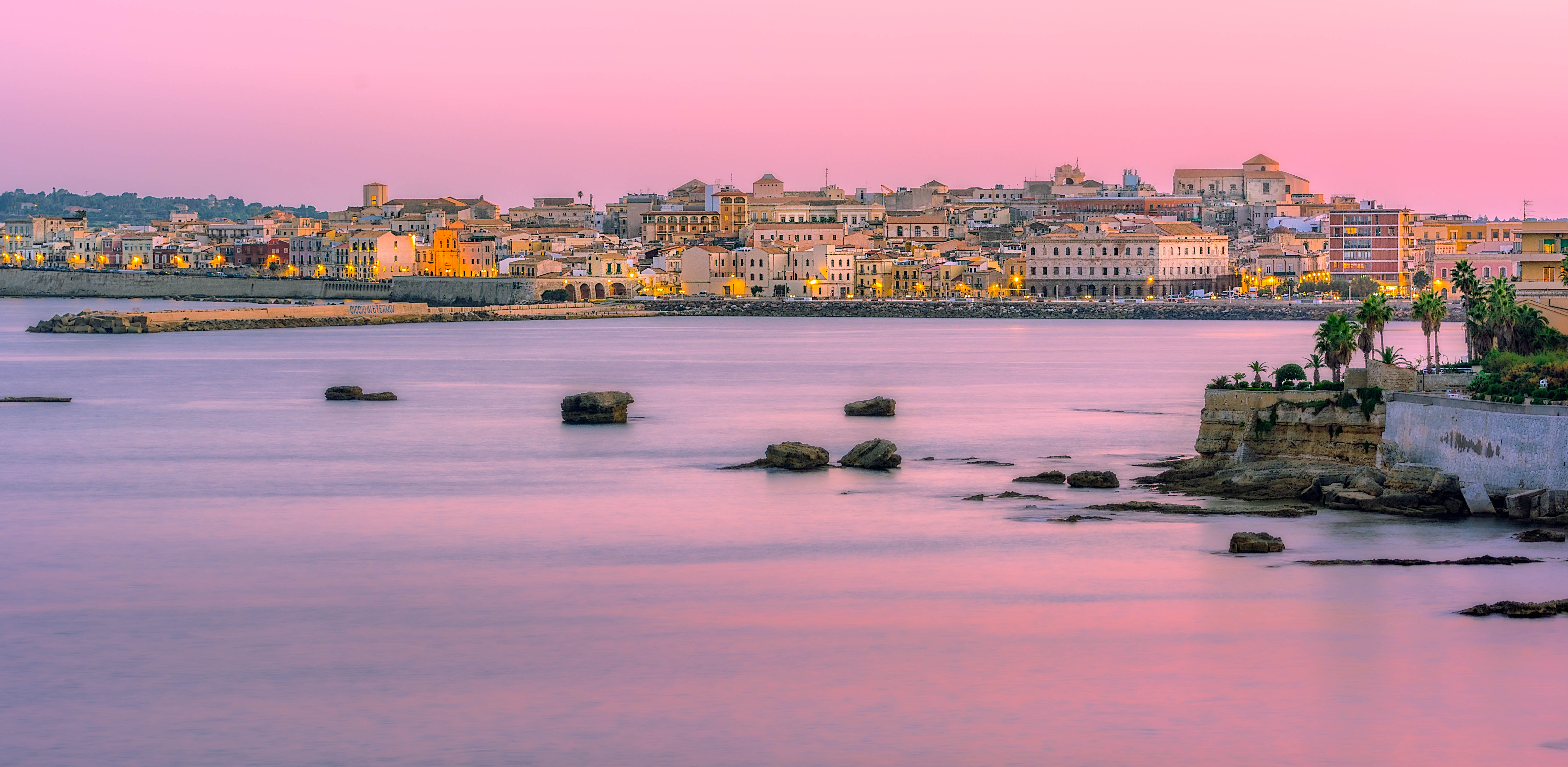
Veduta di Siracusa dallo Ionio che la circonda

Con gli anni il settore della pesca nel siracusano ha subìto una decrescita dovuta alla crisi economica del territorio, ma fortunatamente non è sparito del tutto. Le barche locali continuano a rifornire ogni giorno i mercati ittici del siracusano (il principale e l'unico attivo è situato a Portopalo di Capo Passero, quello di Siracusa attende di essere riaperto da anni); tra l'altro è proprio da qui, dalla città aretusea, che è partito recentemente (dal 2014) un importante progetto comunitario volto a far radicare nell'area costiera della Tunisia le conoscenze siciliane sui processi biotecnologici che permettono di avere sulle tavole mediterranee pesce sano e fresco.
Ancora oggi, nel XXI secolo, si può certamente affermare che i siracusani seguitino a prediligere una cucina di pesce. Il loro mare, lo Ionio della Sicilia orientale, ha una peculiarità: è ricco di scogliere (qui affiorano numerosi patch-reefs a Porites) e può raggiungere facilmente grandi profondità, si tratta in sostanza di un mare dai fondali versatili che come conseguenza di ciò offre agli uomini un pescato altrettanto diversificato. Cosicché le tavole siracusane abbondano di un gran numero di piatti marinari.
Al largo della costa si pesca il pelagico pesce azzurro (alimento noto per i suoi benefici omega-3): tra le bancarelle dei mercati siracusani si possono trovare, in grandi quantità, acciughe (chiamate localmente masculinu), sardine, sgombri, aguglie e altri esemplari dal dorso azzurro-verde e dal ventre argenteo. Un altro pesce pelagico ben noto ai siracusani è la lampuga (a lampuca); ma si pesca spesso anche la grande aguglia imperiale. Non mancano i pesci abissali come la spatola (a spatula), definita dal greco Archestrato autoctona di questi luoghi, oppure lo squalo palombo, che è innocuo per l'uomo, detto pisci palummu in dialetto siracusano (anche se la sua pesca è deprecata, poiché è una specie di squalo dallo stato di conservazione dichiarato vulnerabile).
Tradizione marinara millenaria nel siracusano è la pesca del tonno, nello specifico del tonno rosso (le numerose tonnare sparse nei suoi centri costieri ne sono la più palese e interessante testimonianza); un tempo largamente diffusa (la sua flotta, insieme a quella di Trapani, era fino al secolo scorso la maggiore d'Italia per quanto concerneva la pesca di questo esemplare marino), adesso regolamentata; così come quella del pesce spada.
Qui si può trovare pure l'ormai rara cernia bruna (tutelata nell'AMP del Plemmirio), insieme alla cernia bianca. Nei fondali più bassi vivono invece pesci costieri come le spigole, le orate e i cefali (mulettu), tutti molto apprezzati dai siracusani. Da sottolineare a tal proposito che a Pachino sorge il maggiore allevamento ittico italiano di spigole e orate.
Tra le rocce del mare siracusano si pescano saraghi, corvine, dentici, occhiate, triglie e murene, solo per elencare alcuni degli alimenti marini più noti. Tra gli anfratti rocciosi e sabbiosi si trovano anche numerosi molluschi: calamari, polpi, totani, seppie abbondano.
Tra i crostacei si segnalano particolarmente le aragoste e il gambero rosso. Caratteristici del luogo, e molto usati per i primi piatti, sono i ricci di mare. Sul territorio sorgono inoltre importanti allevamenti di cozze mediterranee (Siracusa e Messina rappresentano i maggiori centri per la mitilicoltura siciliana); sono diffusi anche tutti gli altri principali frutti di mare (bivalvia) del Mediterraneo.
Maggiormente in passato, alcuni frutti di mare che in altre aree geografiche non erano molto ricercati, perché considerati di poco pregio oppure perché poco comuni, risultavano parecchio richiesti dai siracusani: ad esempio le telline e i cannolicchi (apprezzati ancora oggi). Viceversa, i siracusani non volevano mangiare le cozze pelose (Modiolus barbatus), che invece altri popoli costieri, come i pugliesi, consideravano, e tutt'oggi considerano, buonissime. Prima che la loro pesca fosse vietata, inoltre, i siracusani andavano ghiotti di datteri di mare (per di più qui si trova la sua versione più rara: il dattero di mare bianco); apprezzavano pure la lagunare chiocciola di fango, detta cuore comune.
Nell'alimentazione marinara locale si consumano anche i molluschi gastropoda (con il guscio), come i vuccuna (i bocconi, ovvero i murici) e le patelle (che a Siracusa vengono generalmente consumati crudi). I siracusani mangiano anche le uova dei pesci: nello specifico si tratta delle uova del tonno, del pesce spada e del cefalo, con le quali fanno un piatto tipico siciliano che prende il nome di bottarga; famosa soprattutto quella del borgo marinaro di Marzamemi, mangiata in gran parte del siracusano tra primi piatti e conserve ittiche.
Infine vanno menzionati anche alcuni pesci d'acqua dolce e salmastra che Siracusa può annoverare tra i suoi alimenti: oltre ai già citati cefali (numerosi di essi popolano la fonte Aretusa, ma si possono solo osservare), nei fiumi del territorio si pescano l'anguilla, la tinca tinca e la trota (autoctona degli Iblei è la rara trota macrostigma).

### La pasta

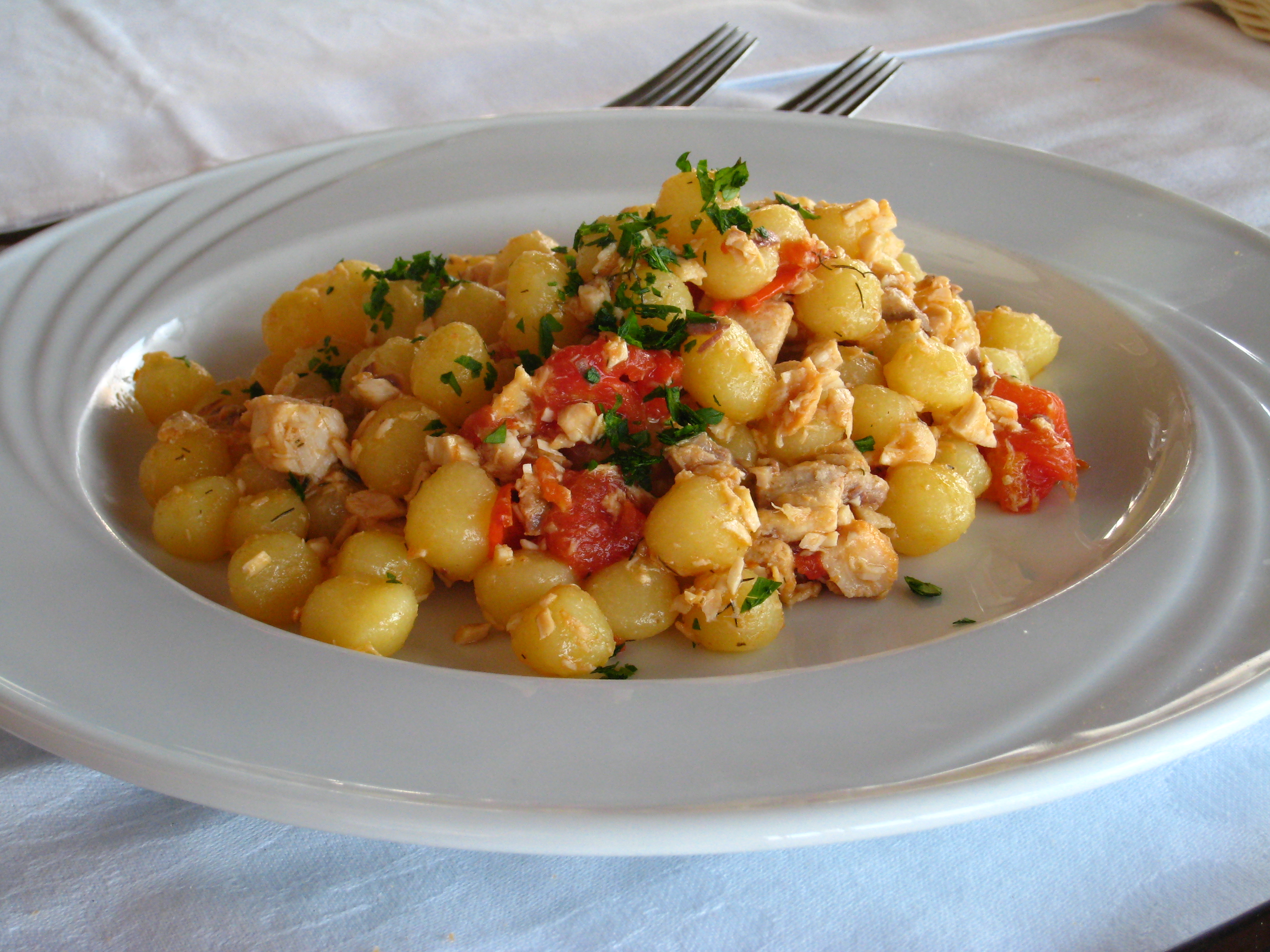
Siracusa: gnocchetti freschi con un tipico condimento locale a base di pesce spada e pomodoro

La pasta è l'alimento che domina i primi piatti siracusani. La sua produzione casareccia risale a un tempo antichissimo. Già in epoca greca si mangiava il láganon: pasta piatta, non lievitata e tagliata a strisce, ma cotta in forno anziché bollita in acqua (da lì deriva il nome delle lasagne).
Nei secoli passati la pasta già essiccata (nota fin dal medioevo) era un alimento troppo costoso per i siracusani, nel territorio si sviluppò quindi una significativa e diversificata produzione di pasta casareccia. Nacquero molti formati di pasta fresca: i più diffusi divennero i cavatelli (cavateddi), i ravioli (raviula), i maccheroni (maccarruni), gli gnocchi.
Al giorno d'oggi la pasta prodotta artigianalmente la si può acquistare presso i pastifici locali e la si può mangiare spesso negli agriturismi o in altre strutture della ristorazione siracusana. Non mancano nemmeno i pastifici di pasta industriale secca. Nell'entroterra si trovano i formati di pasta fresca più singolari del luogo: i lolli della Sicilia sud orientale (tipici di Rosolini ma presenti anche a Pachino e Portopalo di Capo Passero), composti da una pasta tritata a mano e leggermente allungata, e i tuccuna di Noto e Canicattini Bagni, molto simili alla classica lasagna eccetto che per la consistenza più spessa.

### Il pane
Nel siracusano è una tradizione antica quella di fare il pane in casa (in dialetto pani ri casa). Non solamente nei comuni montani del territorio, ma anche in quelli costieri; nello stesso capoluogo, come testimonia la cronaca del palazzolese e siracusano d'adozione Giuseppe Fava, vissuto a Siracusa durante gli anni della seconda guerra mondiale:
(Giuseppe Fava, Un anno (a cura della Fondazione Giuseppe Fava). Scritti già pubbl. in: I Siciliani, 1983, 2003, p. 147.)
Fava ricorda che erano i contadini a portargli il pane di casa quando lui si trovava nel porto della città aretusea. Infatti l'usanza di produrre il pane nelle singole abitazioni giungeva proprio dai lavoratori della campagna, e poiché le particolari condizioni geografiche consentivano anche ai centri confinanti con il mare di sviluppare una forte componente agricola, le più antiche usanze contadine si diffusero omogeneamente in tutti i comuni del territorio. A dimostrazione di ciò, è un dato di fatto che almeno fino agli anni '30 del '900 quasi ogni cucina domestica siracusana avesse il proprio forno di pietra, alimentato con la legna, per cuocervi dentro il pane. In tempi di povertà il pane costituiva l'alimento primario della popolazione. Esso, la cui lavorazione era affidata quasi esclusivamente alle donne, veniva mangiato quotidianamente dai lavoratori: dall'agricoltore al pescatore.

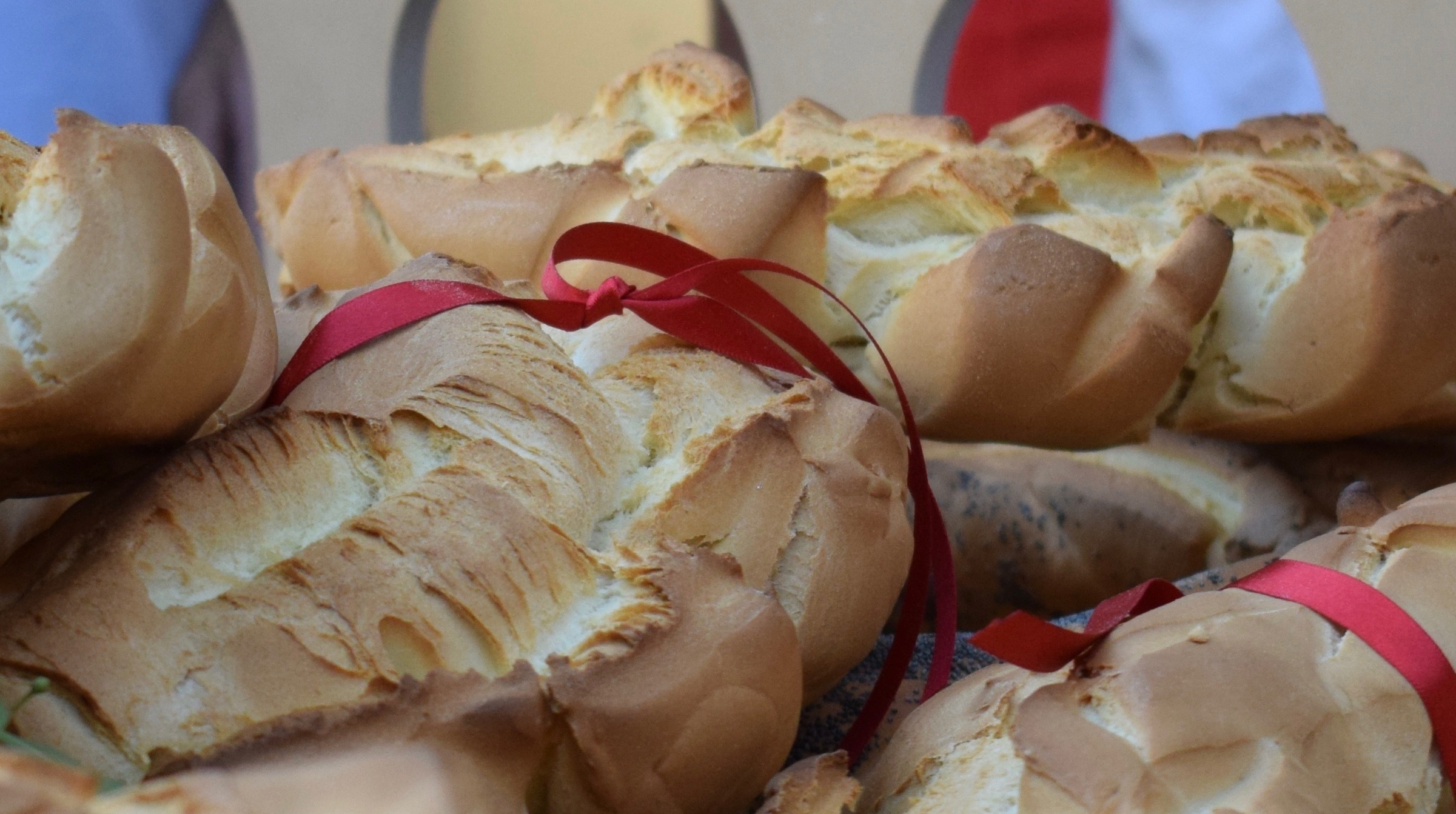
La consistenza e il colore del pane casareccio siracusano (nell'immagine cuddure palazzolesi)

Da queste parti, ancora oggi, quando il pane deve essere buttato, prima lo si bacia; un antico segno di devozione e rispetto verso la sacralità rappresentata da questo alimento che è legato alla figura di Gesù («Il pane è la grazia di Dio per eccellenza»).
Riguardo alla feracità di questi luoghi, dunque all'abbondanza di grano, basti ricordare che in epoca greca Siracusa aveva esportato il suo grano per sfamare gli egizi di Alessandria in tempi di carestia, e più di una volta sfamò anche il popolo di Roma e per questa ragione le terre di Lentini vennero definite da Plinio come le più feconde di cereali; lì, si diceva, il grano era addirittura selvatico (Cicerone definiva l'agro lentinese feracissimo). Condizione ottimale dettata in parte dall'antico grande lago lentinese, prosciugato solo in epoca moderna e poi ridimensionato, che ha reso la zona particolarmente adatta all'agricoltura.
Proprio Lentini dà il suo nome all'ormai noto pane casareccio, prodotto anche nel comune di Carlentini. Questo pane, dalla caratteristica forma ad esse (simbologia che al giorno d'oggi si accosta al "pane siciliano" in generale) e cosparso di semi di sesamo (giuggiulena), viene cotto a legna e durante tale processo, con il fine di aromatizzarlo, esso viene contornato da bucce di mandorle e rami d'olivo o d'agrumi.

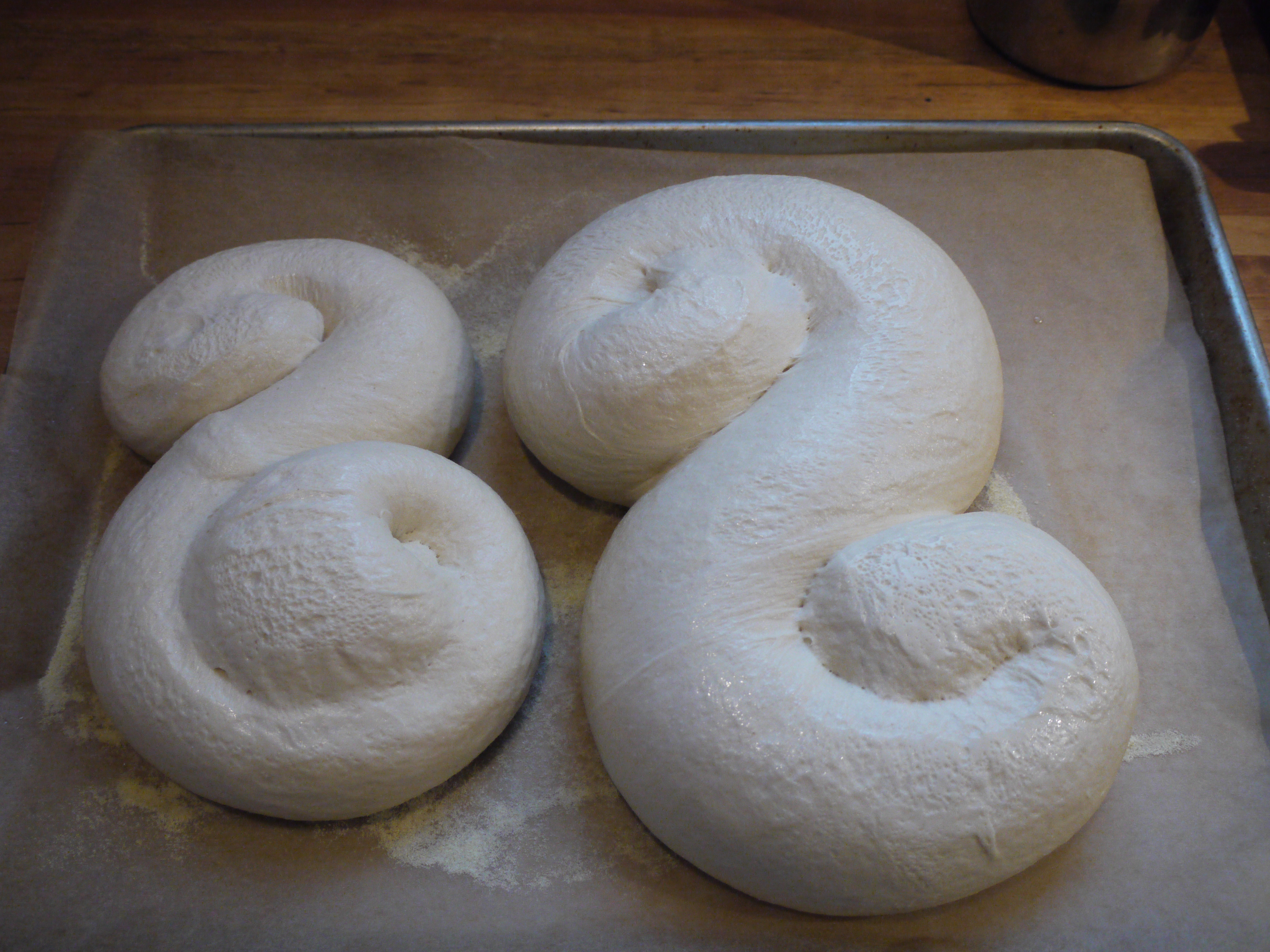
L'area iblea è definita la patria del pane siciliano a forma di esse

Odiernamente il pane fatto in casa lo si può trovare con più facilità nei comuni dell'entroterra, specialmente in quelli con minor popolazione e con un importante vissuto contadino alle spalle, mentre nei grossi centri urbani, situati quasi tutti lungo la costa, la produzione e la vendita del pane viene ormai affidata maggiormente ai numerosi panifici. Per quanto concerne i pani casarecci del territorio ve ne sono diversi legati agli eventi religiosi; tra i più noti si annoverano: il pane di Palazzolo Acreide, detto Cuddura (durante le feste religiose dedicate a San Paolo e a San Sebastiano i palazzolesi sfornano numerosi formati di pane che vengono poi fatti benedire e vengono distribuiti alle famiglie umili del piccolo comune ibleo); quello di Cassaro, detto Cavagneddo (fatto con farina di grano tenero, poiché è un pane dolce condito con il miele, sfornato con svariate forme per il periodo di Pasqua); quello di Buccheri, detto ’nfasciateddu (pane a forma di infante fasciato, preparato per celebrare il Natale).
Il pane siracusano, sia esso fatto in casa o preparato dai panettieri locali, è di norma composto da grano duro (pane a pasta dura), acqua, sale marino e lievito madre (u criscenti) oppure lievito di birra (contra levuto). Il pane più caratteristico del luogo è lo Scollo (u Scoddu), che assume le fattezze del tradizionale pane casareccio: ha una dura crosta ai bordi esterni ed una più friabile sulla superficie interna, la sua forma può essere leggermente ricurva oppure a mezzaluna. Segue il pane serale a forma di emme, detto Manuzza in dialetto locale (altrimenti Manina), il panino e il Morbidone: entrambi i tipi di pane si distinguono per avere la crosta sottile color caramello e mollica soffice all'interno; vengono scelti per essere adoperati dai paninari siracusani (che il più delle volte preparano e servono i panini in paninoteche mobili su furgoni e roulotte o più raramente in paninoteche fisse su chioschi e in edifici commerciali), farciti con i più variegati ingredienti (carne, pollo, funghi, olive, verdure, patatine, sempre accompagnati da salse) e cotti su piastra: è una tradizione molto radicata sul territorio.

### L'olio di oliva

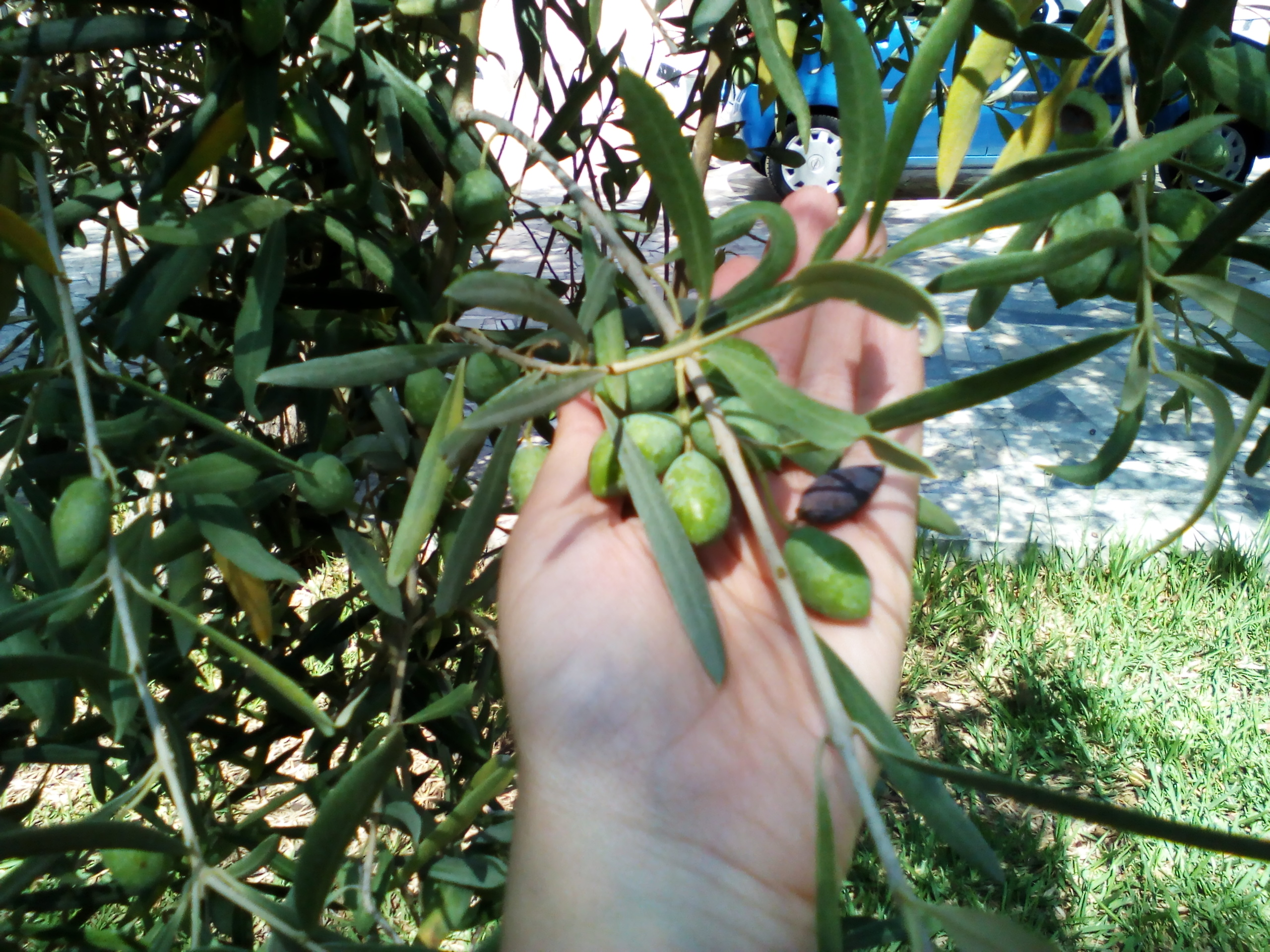
Olivi tra i monti Iblei di Solarino

L'olio di oliva è l'alimento fondamentale della dieta mediterranea, per le sue peculiari proprietà organolettiche e nutritive. Esso caratterizza i piatti della cucina siracusana, e qui lo si usa per tutto: per conservare gli alimenti (cibo sott'olio), per condire le varie pietanze e per cucinarle (viceversa, nell'area iblea risulta molto raro l'uso del burro).
L'olio che si adopera di più nel siracusano, ed è anche quello che notoriamente lo rappresenta, è l'extravergine d'oliva, così chiamato perché l'olio che si ricava dalla drupa (oliva) non viene trattato ulteriormente, ma solo estratto a freddo.

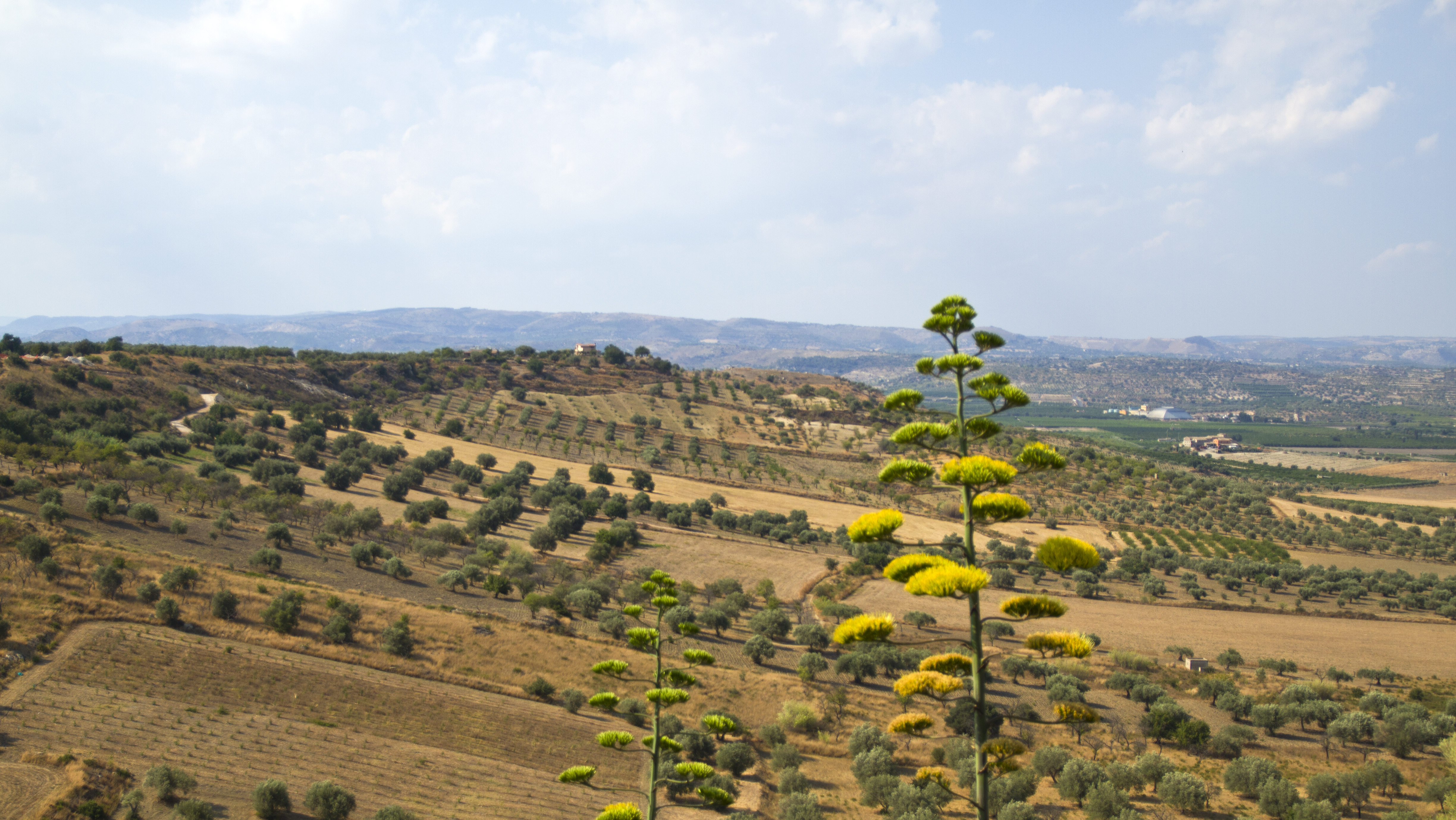
Oliveti e agrumeti a perdita d'occhio nella macchia mediterranea di Noto

In ciascun comune del territorio si produce l'olio derivato dal frutto dell'olivo; l'antico albero del Mediterraneo (originario della Siria e della Palestina). L'insieme di queste produzioni ha dato vita all'olio dei monti Iblei, il quale ha ottenuto il riconoscimento comunitario DOP.
La varietà d'oliva (cultivar) più tipica del siracusano è la Tonda Iblea, presente un po' ovunque, ma in maniera particolare nella zona montana e precisamente nei pressi di Buccheri, Ferla e Palazzolo Acreide (dove occupa circa il 95% degli oliveti); si estrae l'olio anche dalla Moresca (Noto, Pachino, Rosolini) e dalla Nocellara Etnea (Carlentini, Francofonte, Lentini e Melilli). In minor quantità si imbottiglia l'olio delle cultivar Biancolilla e Zaituna (detta Siracusana), quest'ultima si sostiene che sia stata la prima oliva della Sicilia, per cui l'isola a sua volta è considerata la «porta dell'ulivo in Europa».
L'olio siracusano ha ricevuto diversi riconoscimenti per la sua qualità, alcuni anche a livello globale; tra questi si cita, ad esempio, il primo premio della XIII edizione del Sol d’Oro Emisfero Nord, svoltosi a Verona nel 2015, che ha intitolato l'olio ibleo di Buccheri come il migliore extravergine di oliva al mondo, oppure il podio conquistato dall'olio extravergine di Ferla, come fruttato medio (intensita del profumo dell'olio), al concorso Olive Japan, tenutosi in Giappone nel medesimo anno; e numerose altre attestazioni per uno degli alimenti che più di altri contraddistingue la terra iblea.
E poiché nel siracusano vi è tale longeva tradizione dell'olivicoltura, qui viene apprezzato molto a tavola anche il frutto ancora intatto dell'olivo, per cui nelle tavole si troveranno abitualmente olive condite (alive cunzate), immerse nel loro stesso olio e insaporite in vari modi (ortaggi e aromi). Un'altra abitudine alimentare diffusa è quella di condirci il pane con l'olio estratto dall'oliva; l'ingrediente indipensabile per fare il cosiddetto pani cunzato.

### Piante aromatiche e ortaggi

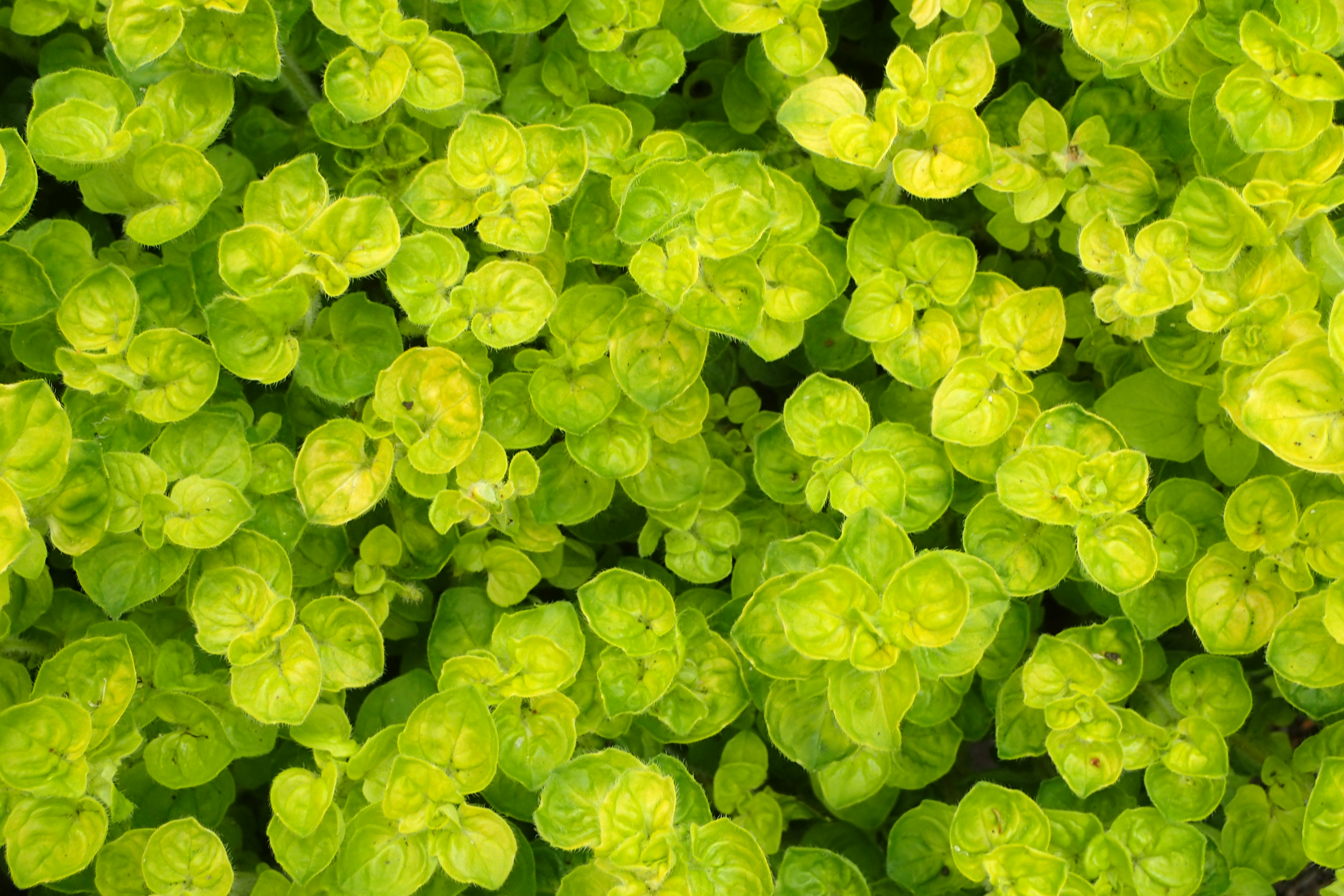
L'origano cretico dal colore verde-oro; pianta dall'aroma forte che cresce solamente a Siracusa e in minima parte nel catanese

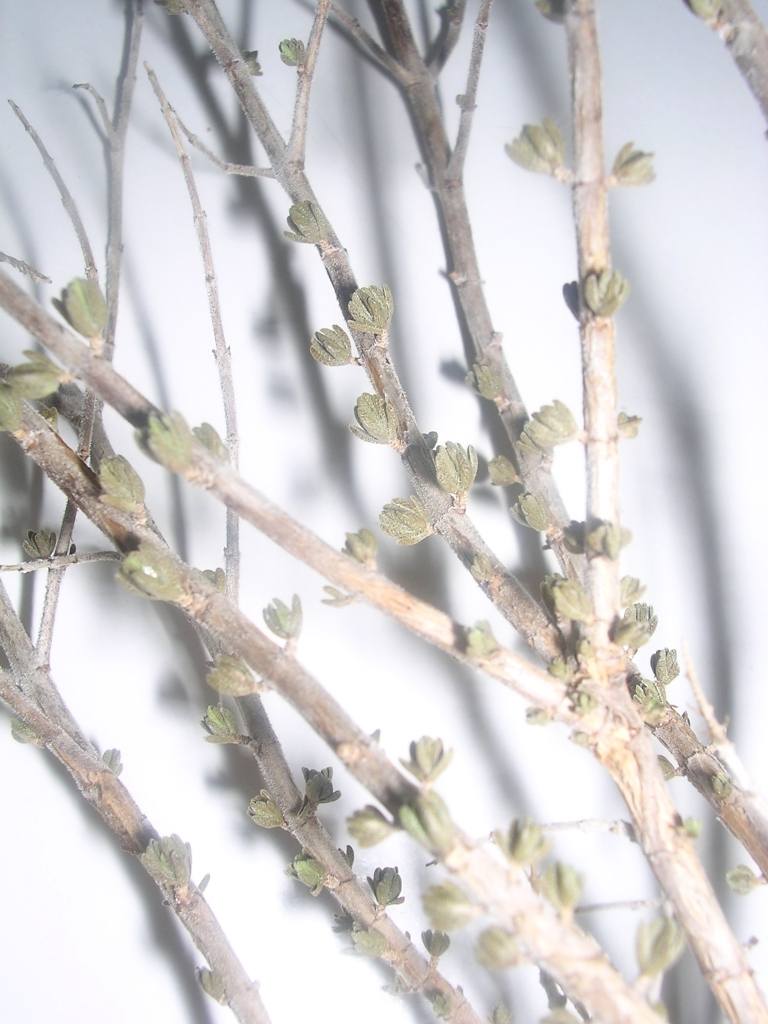
Foglie di timo; la pianta aromatica dai cui fiori i siracusani ottengono u meli ri satra (il miele ibleo per antonomasia)

La Sicilia è nota per essere una regione estremamente ricca di piante aromatiche, l'area siracusana è una conferma di ciò: qui crescono spontaneamente numerose piante adatte per essere adoperate in cucina, quindi vi si è formato negli anni un significativo mercato di spezie locali.
Tra le piante che insaporiscono i piatti siracusani vi è l'origano; qui oltre l'abbondante origano meridionale e l'origano maggiorana (detto semplicemente maggiorana) cresce, sempre spontaneo, l'origano cretico (origanum onites); raro, detto anche maggiorana francese o origano di Siracusa, dato che in Italia lo si trova esclusivamente qui e nei suoi dintorni (i quali vanno a toccare anche alcune areali del catanese). Questa terra è nota anche per il profumo che viene sprigionato dal timo arbustivo: poco comune altrove, ma non nel siracusano, dove viene chiamato a sataredda e lo si usa per svariati scopi: se ne estrae l'olio medicinale, lo si usa per cospargere le pietanze e s'imbottiglia il suo miele da millenni. Altri profumi e sapori sono dati dalla liquirizia, dall'alloro (il monte più alto del territorio, il Lauro, si chiama così proprio per la fitta presenza di laurus nobilis), dal rosmarino, dal finocchietto selvatico; a proposito di quest'ultima pianta aromatica, ricorda in un suo scritto l'avolese Raffaele Crovi:
(Raffaele Crovi, Piaceri, 2006, p. 257.)
Numerose altre spezie compongono i piatti siracusani; una particolare è data dalle bacche del ginepro coccolone, che cresce solo sulle coste del mar Mediterraneo.

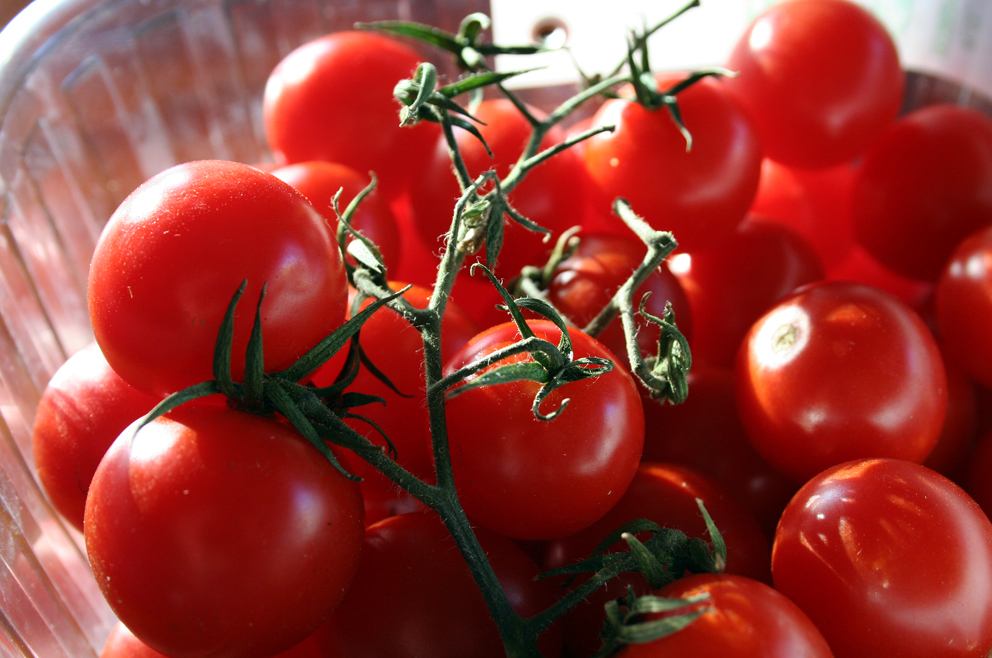
Il ciliegino di Pachino

Tra gli ortaggi un posto speciale nelle cucine locali è occupato dal pomodoro; originario dell'America centrale, è divenuto un'eccellenza siracusana a partire dalla seconda metà del XX secolo, quando da Israele vengono introdotti nel siracusano, e più specificatamente nella fascia costiera di Pachino (dove ci si era accorti, già nel 1925, che il classico pomodoro maturava prima), due nuovi semi di questo ortaggio, chiamati ciliegino Naomi e Rita a grappolo; il risultato è una vera e propria rivoluzione per il pomodoro italiano, poiché prima d'allora sulle tavole di questa nazione si consumavano e si conoscevano solamente i grossi pomodori rosso-verdi da insalata (come il San Marzano e il cuore di bue). Il pomodoro di Pachino, dal gusto dolce, segna quindi un cambio epocale: se pur all'inizio non venne ben visto dai consumatori, in quanto troppo diverso da quello che erano da tempo abituati a mangiare, esso divenne nell'arco di pochi anni richiestissimo. La parola "ciliegino" (cherry per gli inglesi) è divenuta sinonimo di pomodoro pachinese. La denominazione IGP include le coltivazioni non solamente di Pachino, ma anche quelle dei comuni limitrofi: Portopalo di Capo Passero, Noto e Ispica.
Un altro ortaggio nativo dell'America che ha trovato grande fortuna sul suolo siracusano è la patata, nella varietà precoce, nota come patata novella di Siracusa: dalla buccia sottile, pasta color giallo paglierino e versatile in cucina (con essa i locali preparano gnocchi, purè, patate fritte, sughi, insalate). Si coltiva sul litorale, da Siracusa a Portopalo di Capo Passero, e rappresenta la maggiore coltura del siracusano (essa copre il 50% dell'intera coltivazione di patate in Sicilia) ed è molto consumata in Italia e apprezzata anche nelle cucine estere.
Nei terreni siracusani si coltivano molti degli ortaggi che vanno a comporre i piatti tipici della Sicilia (come peperoni e carciofi); particolarmente ricercata è la carota locale: denominata novella di Ispica: essa ha il suo areale tradizionale a Rosolini; in seguito si è diffusa anche presso i comuni confinanti.

### Formaggi e latticini

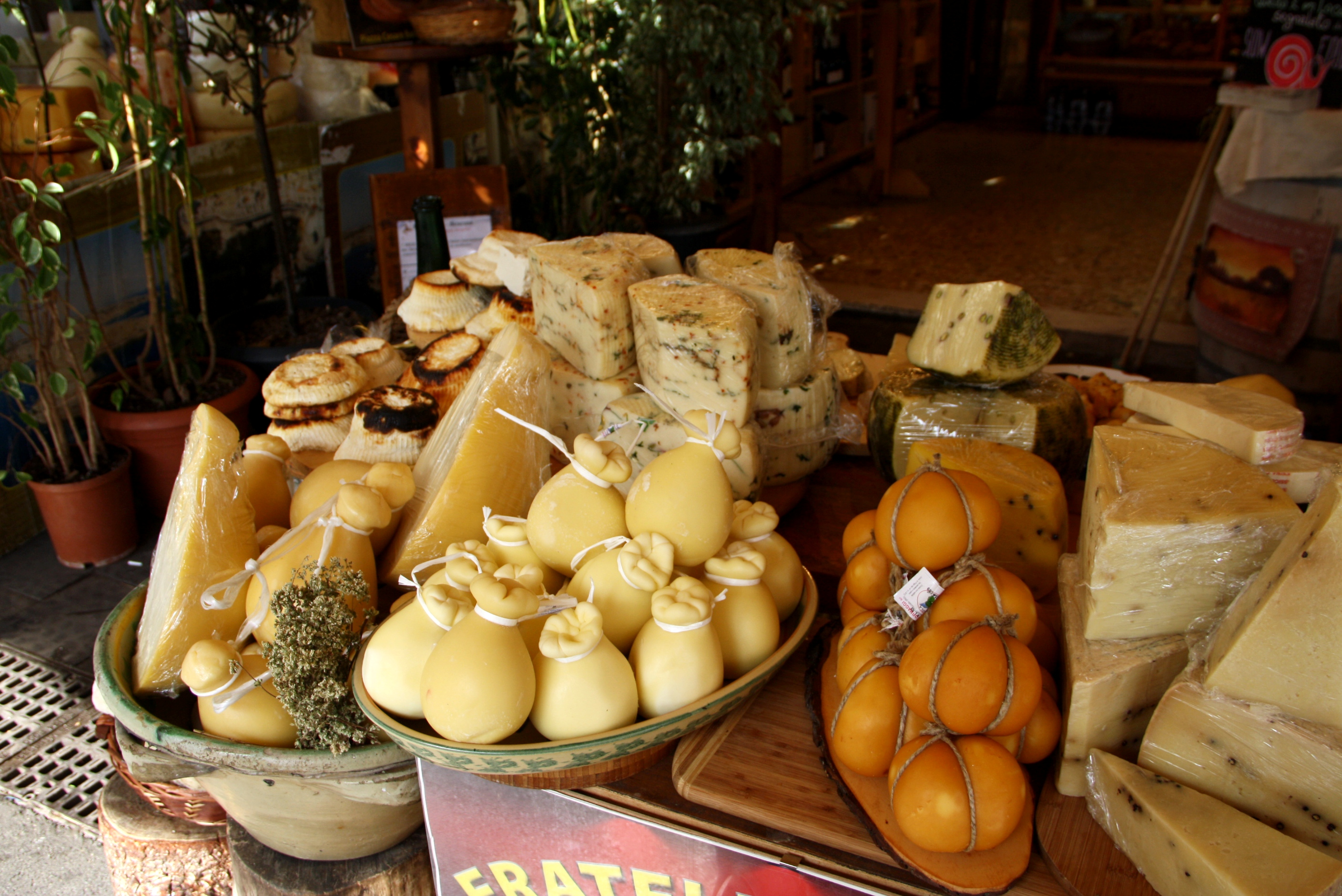
Bancone con i formaggi e latticini tipici del territorio: tra gli altri, sulla destra forme di pecorino stagionato con pepe nero; al centro caciocavallo e a sinistra in alto la ricotta infornata

Nel siracusano si produce formaggio almeno fin dai tempi dei Greci (famoso era l'amore degli antichi Siracusani per il formaggio, che essi cospargevano un po' su tutte le pietanze). In epoca odierna, negli anni '60, una statistica rivelò come la provincia siracusana consumasse maggiormente formaggi derivati dal latte di mucca - detto latte vaccino - a differenza di altre province siciliane dove invece prevaleva il formaggio di latte caprino e latte pecorino; proprio il latte di pecora è comunque quello che i siracusani adoperano ancora oggi per produrre uno dei farmaggi più antichi e apprezzati del territorio: il pecorino siciliano (nelle varianti aromatizzato, con il pepe nero, primosale e secondo sale), del quale Siracusa è definita una delle aree classiche di realizzazione. Per quanto riguarda il latte vaccino esso è invece impiegato per ottenere la provola siciliana e il caciocavallo ibleo; nei comuni di Palazzolo Acreide, Noto e Rosolini viene realizzata la versione DOP del caciocavallo: il ragusano.
Il siero di latte è utilizzato per produrre la ricotta, che rappresenta il latticino più apprezzato dai siracusani. La figura che vende la ricotta fresca è comunemente chiamata dai locali u ricuttaru (spesso egli vende i suoi prodotti artigianali nel cofano di un'auto, sistemato in modo tale da potervi ospitare pane, formaggi e ricotta). La ricotta vaccina preparata negli Iblei è stata identificata come un prodotto alimentare tradizionale italiano. Un modo diffuso di mangiare la ricotta da queste parti è quello di servirla calda (a ricotta caura), oppure zuccherarla e mangiarla senza mescolarla ulteriormente a nessun altro alimento.

### La carne
La cucina siracusana, in generale, predilige il pesce, tuttavia nelle zone interne è la carne a caratterizzare le preparazioni culinarie. Tra tutte le carni, spicca la salsiccia di Palazzolo Acreide, la quale è divenuta un presidio Slow Food: essa è composta dalla carne di suino nero siciliano (detto anche dell'Etna o dei Nebrodi) e i suoi ingredienti aggiuntivi sono il sale marino, il peperoncino, il finocchietto selvatico e il vino rosso locale. La salsiccia, una volta pronta per essere cotta, viene fatta affumicare con dei rami d'olivo e poi mangiata fresca, oppure viene portata all'essiccatura per la conservazione.

## Primi piatti

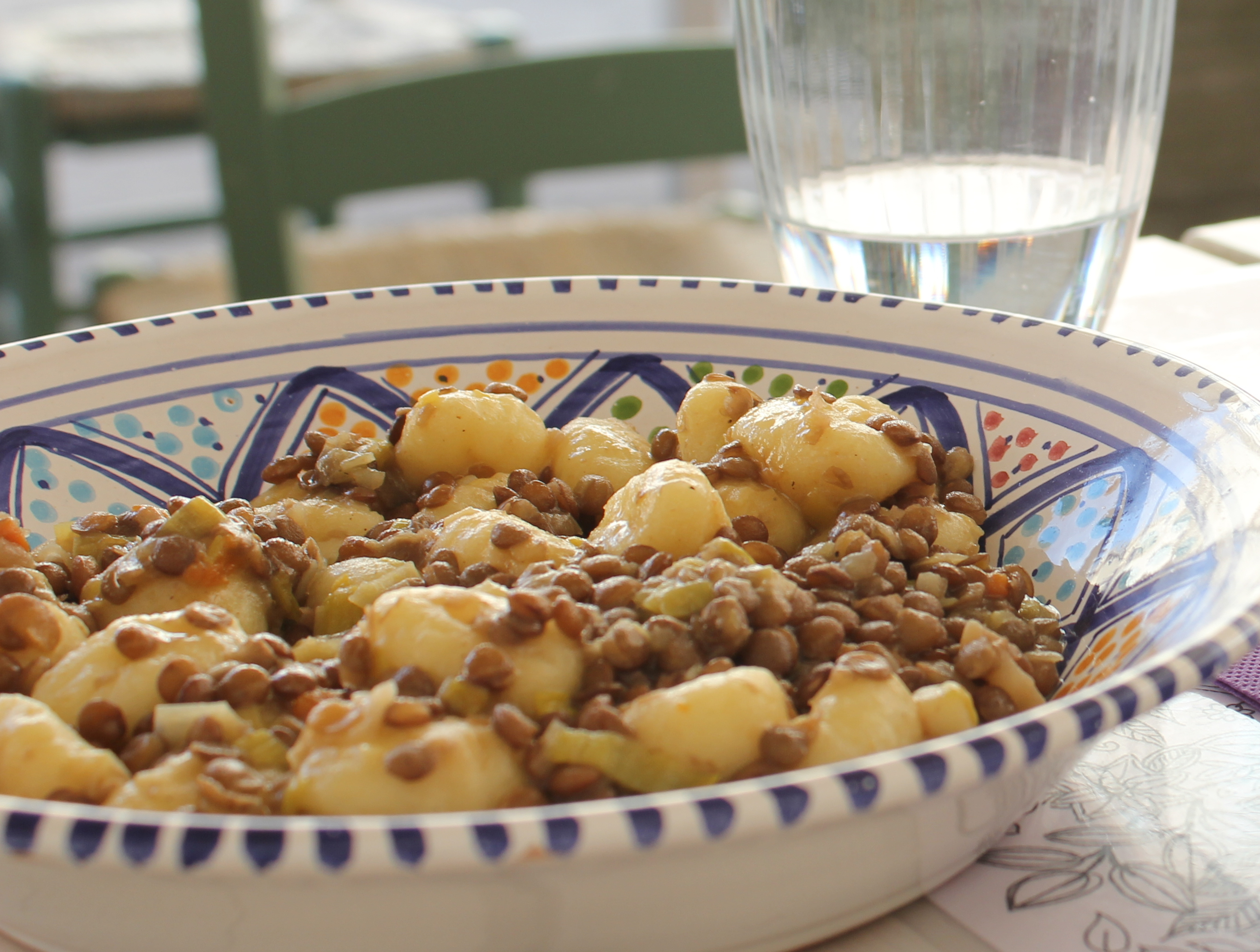
Un piatto di gnocchi di patate locali con lenticchie, servito nell'isola di Ortigia

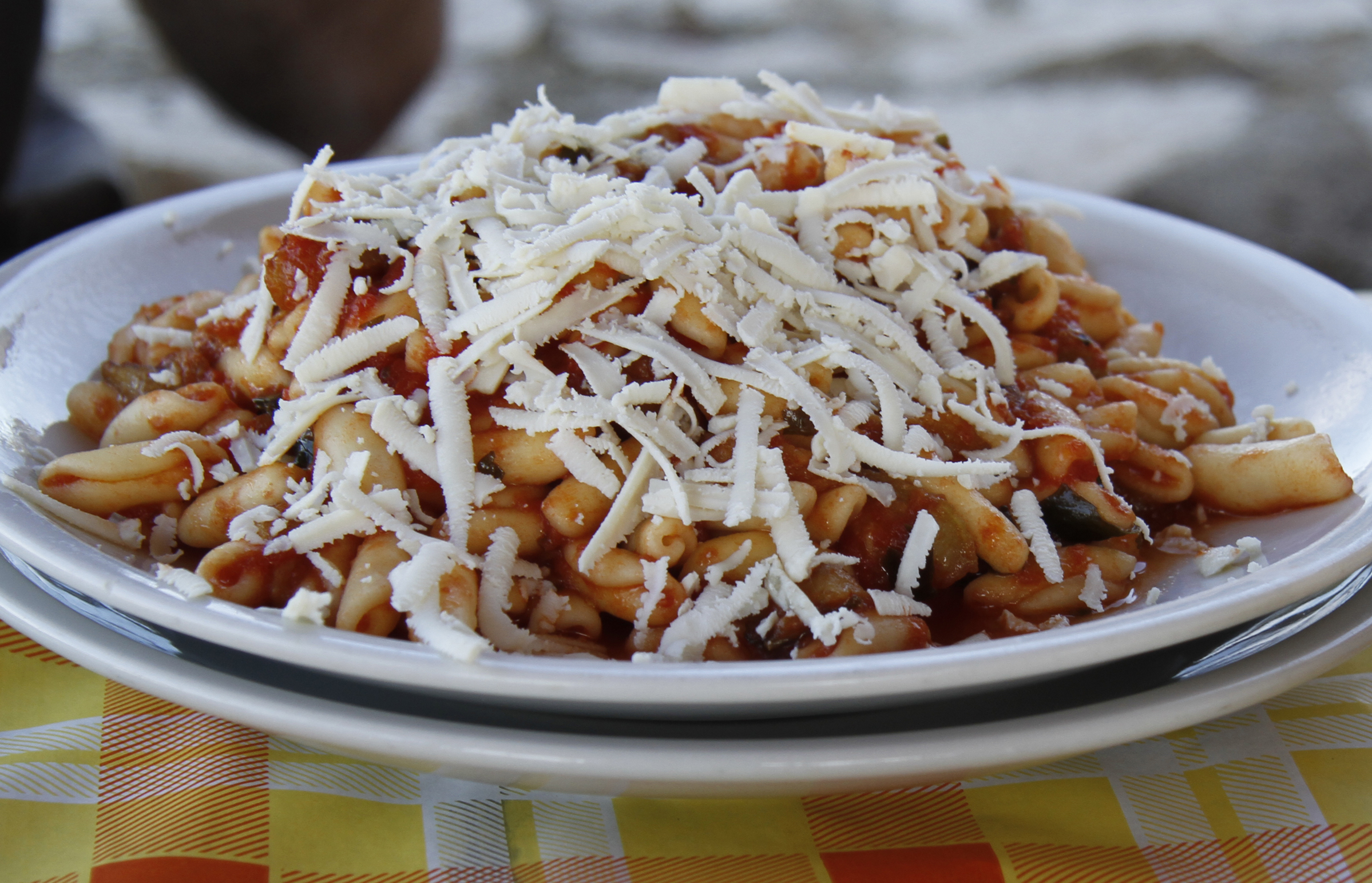
Noto: cavateddi con salsa e melanzane, ricoperti da ricotta salata

Premesso che, proprio a causa della grande varietà di materie prime a disposizione dei siracusani, questa è una cucina capace di inventare spesso nuovi piatti, aggiornando velocemente la propria tradizione culinaria - ortaggi, spezie, verdure, pesce o carne vanno a comporre facilmente tutta una serie di pietanze originali -, vi sono comunque dei "capisaldi"; dei piatti che resistono nel tempo e che vengono puntualmente riproposti e richiesti dalla popolazione locale.

### Primi piatti di verdure e legumi
Pasta alla carrittera
La variante siracusana di questo piatto nato nella Sicilia orientale è significativa, in quanto qui viene aggiunto il pomodoro, ed è esso che caratterizza totalmente la pietanza. La pasta, non per forza spaghetti (si usa anche la pasta corta), viene condita principalmente con del pomodoro da salsa, cotto ma non necessariamente sbucciato, tagliato a pezzetti di piccole o medie dimensioni.
Pasta con i broccoli arriminati (mescolati)
È un primo piatto classico della cucina aretusea, nonostante sia molto diffuso anche in altre zone della Sicilia; difatti nel siracusano viene preparato in maniera decisamente differente: qui i broccoli si bolliscono e non si cuociono con olio e cipolla (come a Palermo) né si friggono (come a Trapani), inoltre la pasta, corta e mantecata con i broccoli dentro il tegame, non viene infornata come si usa fare maggiormente nel resto dell'isola. E poiché ai siracusani piace molto insaporire il cibo con il formaggio, in questa pasta essi ne versano ben tre tipi: pecorino, caciocavallo e ragusano semistagionato; e poi continuano a mescolare (arriminare).
Pasta con i taddi

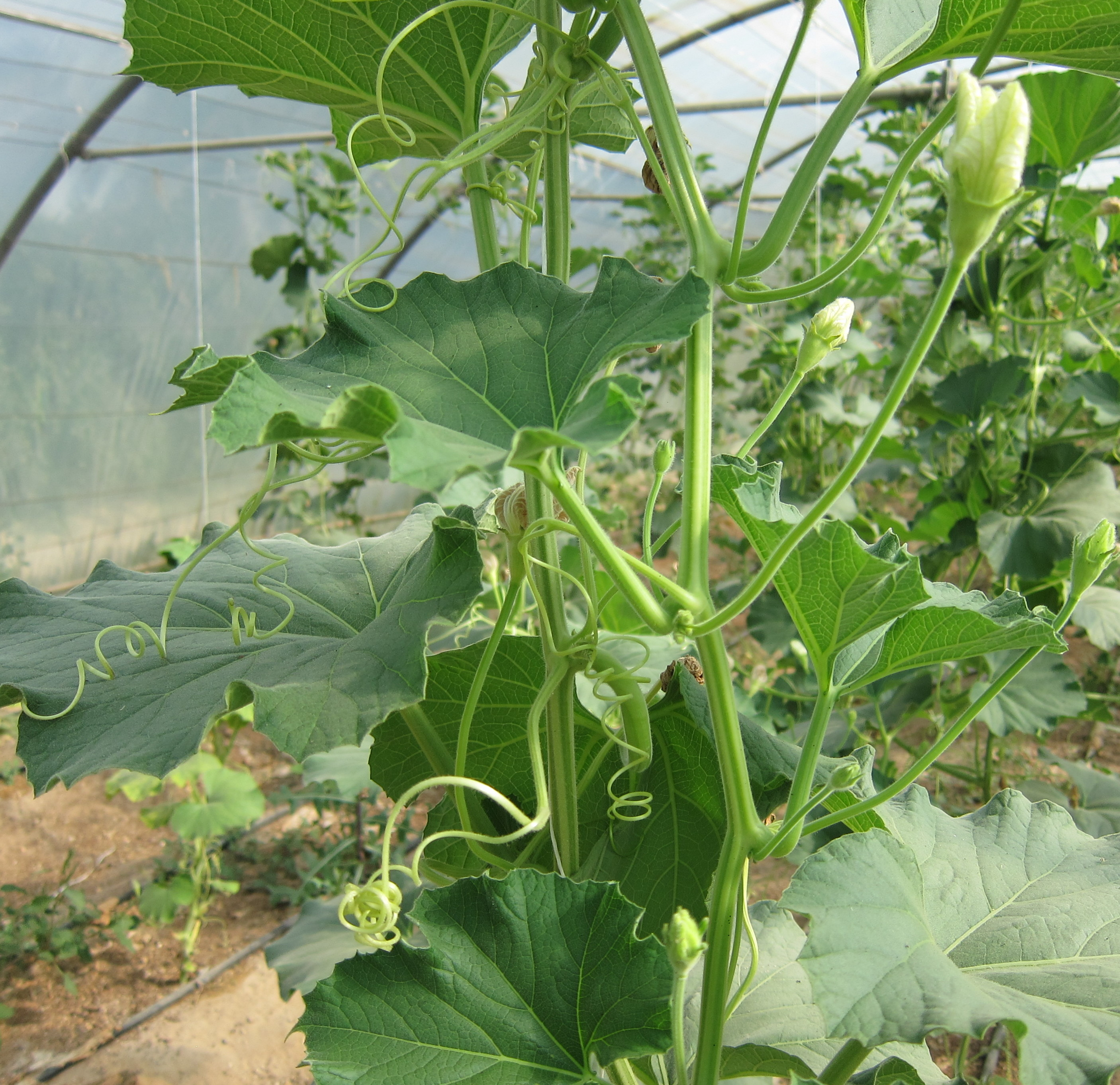
I talli che vengono mangiati dai siracusani (il fiore lo scartano)

I taddi (talli) sono i tenerumi, ovvero le foglie e i germogli della zucchina siciliana: è un piatto brodoso che si può mangiare solo d'estate, dato il periodo di maturazione di questa pianta. Le foglie, pulite e bollite, si mescolano con il pomodoro a pezzi, aglio e peperoncino. In alcune zone della Sicilia le si accompagna con una minestrina, ma a Siracusa si preferiscono gli spaghetti o una pasta corta, non minuta.
Pasta con le fave
Nel siracusano le fave si mangiavano già ai tempi dell'antica Grecia; questo alimento ha infatti un forte simbolismo antico (si veda ad esempio la morte di Pitagora che sarebbe stato ucciso dai Siracusani mentre tentava di evitare l'attraversamento di un «campo di fave»). Svariati i modi di servirle nei primi piatti - come la pasta con le fave novelle fresche - ma vi è una tradizione culinaria che più delle altre si è redicata nella zona iblea: la preparazione della cosiddetta minestra di San Giuseppe, chiamata anche semplicemente u maccu: essa ha origini antichissime (epoca dei Siculi); la preparavano i contadini per celebrare l'equinozio di primavera. Con l'avvento del cristianesimo, nel siracusano si prese l'abitudine di mangiare questa minestra il 1º maggio; giorno nel quale viene celebrato San Giuseppe Lavoratore. La sua preparazione consiste nel mettere insieme a cuocere cinque diversi tipi di legumi (fave, piselli, lenticchie, ceci e fagioli); tra questi sono comunque le fave secche ad avere il maggiore ruolo nel piatto. I legumi, bolliti, vengono schiacciati fino a formare una purea; ad essa si aggiunge il finocchietto di montagna, oltre ai condimenti come sale, olio e pepe. Al di fuori del territorio ibleo questa minestra è nota con lo stesso nome nel palermitano, più precisamente a Godrano. Inoltre essa viene preparata in Liguria, dove viene detta mesciüa, e tra Cilento e Basilicata, dove la chiamano «le virtù» e ne contendono i natali al siracusano.

### Primi piatti di pesce

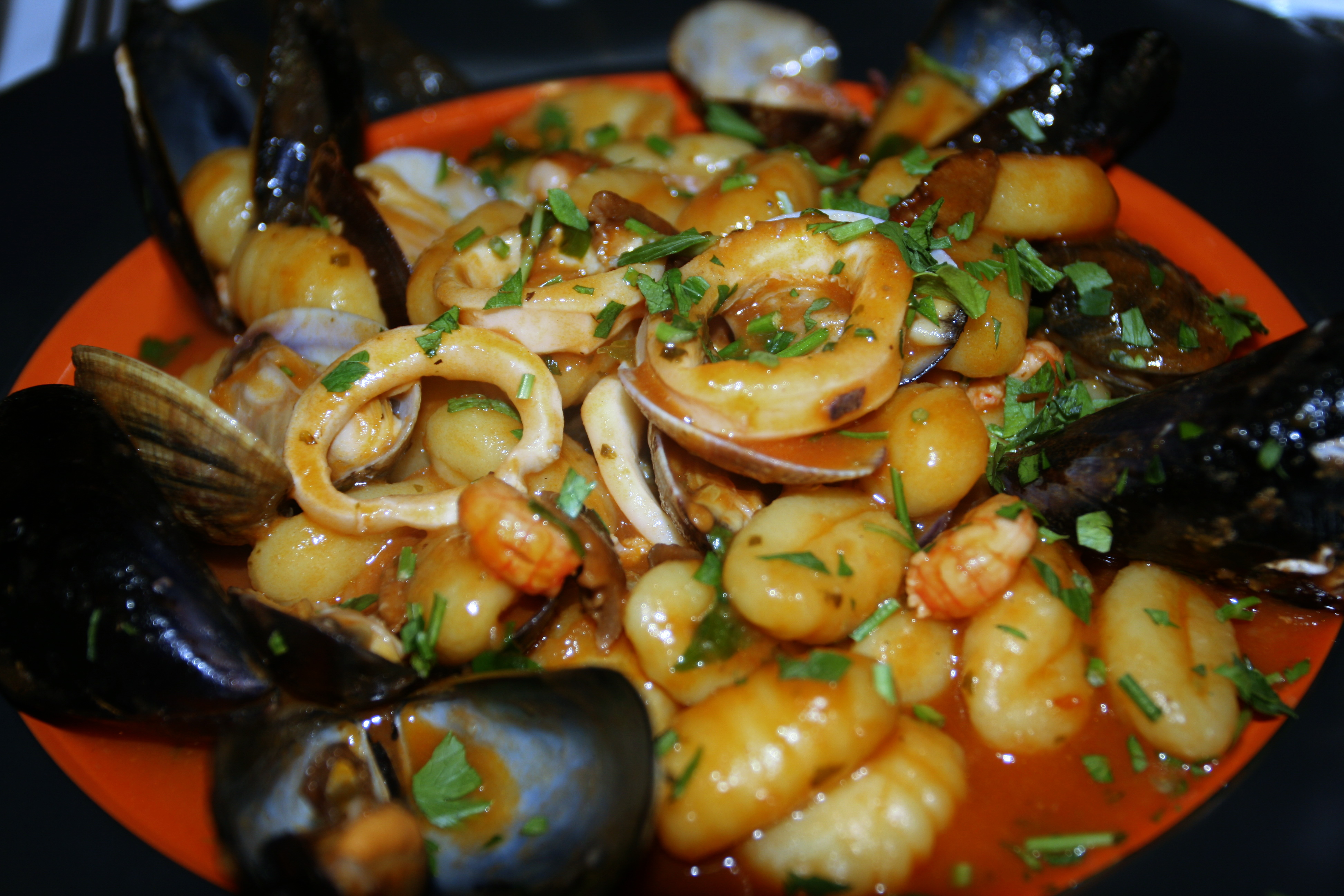
Pasta fresca locale condita "allo scoglio" (cozze, vongole, gamberetti, calamari), detta anche "mare e monti" per la presenza delle spezie

I primi piatti di mare sono la specialità della cucina siracusana e vengono mangiati con frequenza, come ad esempio: gli spaghetti con il nero di seppia, la pasta ai frutti di mare con le cozze o la pasta con la salsa moresca (con bottarga e cannella). Tra le ricette marinare più antiche e tipiche di Siracusa vi sono:
Pasta alla matalotta
Conosciuta localmente anche come pasta co broru ro pisci (con il brodo del pesce). Questo piatto ebbe origine durante il periodo della dominazione francese in Sicilia: la parola "matalotta" deriva da matelot e significa marinaio. Tra i siracusani si sviluppò l'abitudine di non buttare il brodo che avanzava dalla zuppa di pesce, così essi presero a riutilizzarlo per condirvi la pasta (il brodo al giorno d'oggi si preferisce prepararlo fresco). Si tratta di un piatto povero, che non richiede eccessivo utilizzo di materie prime. Generalmente si utilizza solamente lo scorfano rosso (detto cipuddazza) gli spaghetti (interi o spezzati), olio d'oliva e formaggio grattugiato per condire. La versione odierna di questo piatto prevede anche l'ulilizzo del pomodoro per il brodo: passato o tagliato a pezzetti.
Pasta con il sugo alla siracusana
Il sugo alla siracusana è dato dall'unione di peproni dolci, melanzane (le zucchine possono sostituirle) e pomodori da salsa, che vengono fatti cuocere in padella con le olive nere, con i capperi e con il basilico; a questo composto vanno aggiunte le acciughe, precedentemente soffritte con aglio e olio e schiacciate quasi fino a farle sfaldare. Si continua scolando la pasta ancora al dente, corta preferibilmente, e mantecandola con il sugo. Si cosparge il tutto con pecorino siciliano.

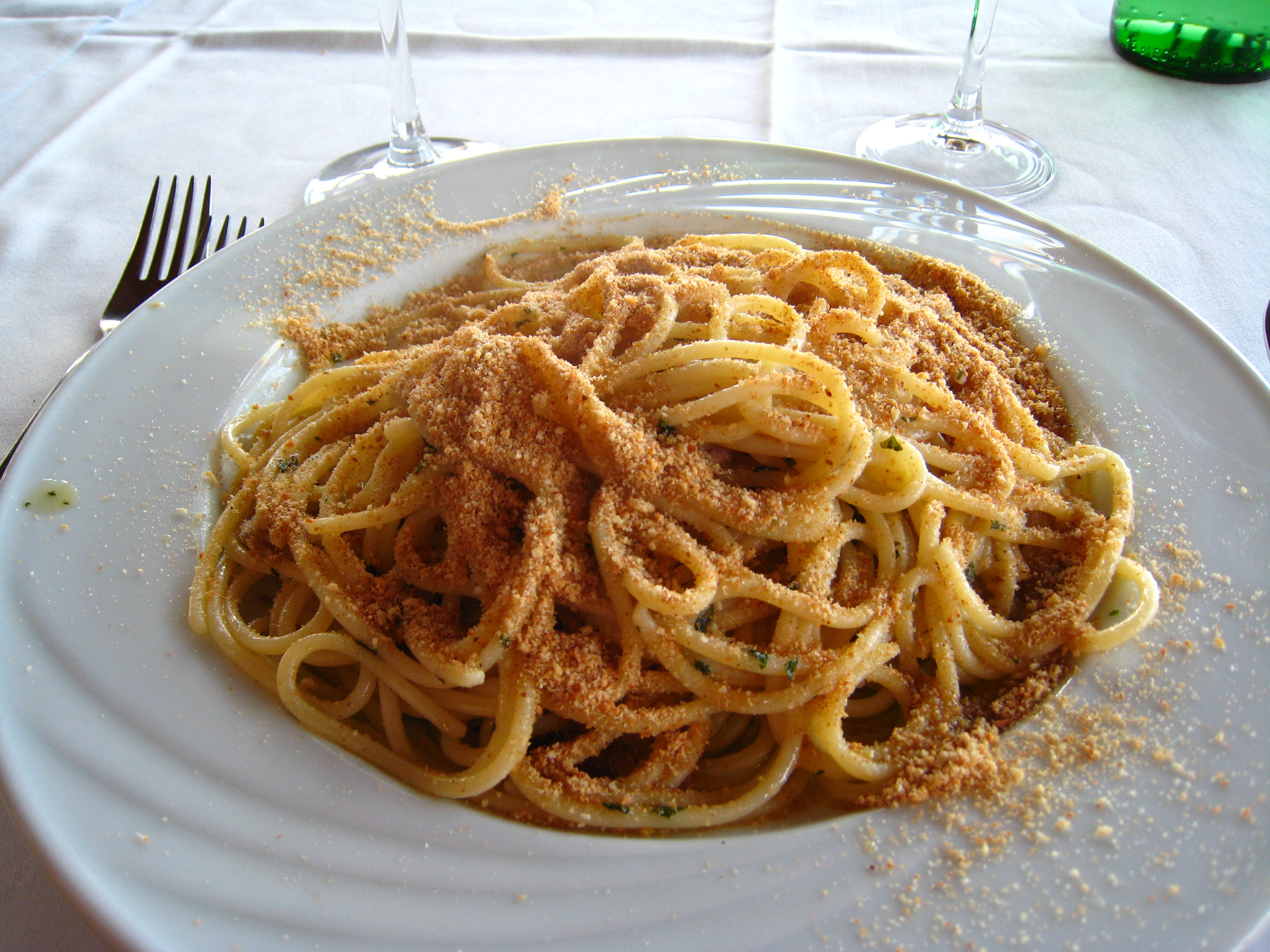
Gli spaghetti alla siracusana: con acciughe e pangrattato abbrustolito

Spaghetti alla siracusana (pasta c’anciove e muddica), detta anche pasta fritta alla siracusana (da non confondere con la sua versione più antica e dolce)
È uno dei piatti più famosi della cucina aretusea ed è caratterizzato dalle acciughe, soffritte con olio extravergine d'oliva e aglio, aggiunte agli spaghetti e al pangrattato in precedenza abbrustolito. Viene chiamata inoltre «pasta fritta» perché la pasta, già cotta, la si può friggere nell'olio insieme al suo condimento.
Zuppa di pesce alla siracusana
La particolarità consiste nello sfumare con del vino bianco i vari tipi di pesce fresco - accompagnati da cozze e crostacei - e farli cuocere insieme al pomodoro. Nella pentola si aggiungono inoltre le erbe aromatiche e ortaggi da foglia che qui abbondano, come alloro, sedano e prezzemolo. Aglio, sale, pepe, capperi e olio d'oliva insaporiscono ulteriormente la nota zuppa. Del pane casareccio tostato nel forno sostituisce la pasta in questo piatto.

### Primi piatti di carne

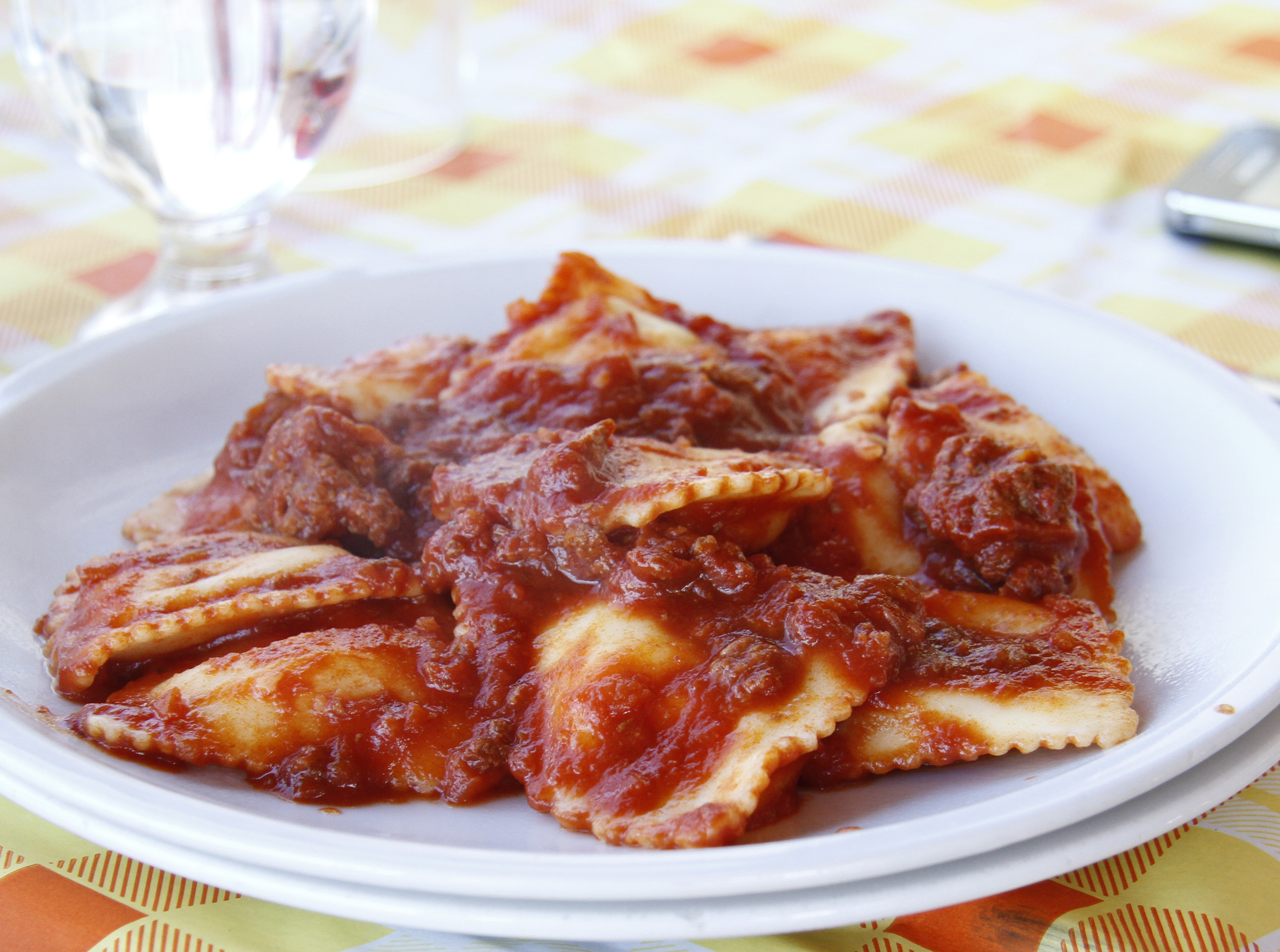
Noto: piatto di ravioli ripieni di ricotta conditi con il sugo di carne

Tra i primi piatti a base di carne si trovano formati di pasta fatta in casa, come ravioli ripieni di ricotta (o anche ricotta e spinaci) e cavatelli, entrambi conditi con del sugo di maiale o di salsiccia (in questo caso allungato con il vino); sono piatti tipici dell'entroterra ibleo.
Il sugo che si usa per condire questi piatti è nel siracusano fatto spesso con l'aggiunta di patate, che insieme alla carne possono finire sulla pasta oppure essere preservate nella pentola per andare a comporre il secondo piatto. Inoltre in quest'area si adopera parecchio u sucu fintu (il sugo finto), così chiamato perché manca al suo interno l'alimento principale: la carne; in questo caso sono le patate a caratterizzare il sugo, ma l'aroma, che deve ricordare la salsiccia, è dato dal finocchietto selvatico, adoperato abbondantemente proprio per ingannare l'olfatto e far credere che si stia cucinando un tradizionale sugo di carne.

## Secondi piatti

### Secondi piatti di mare

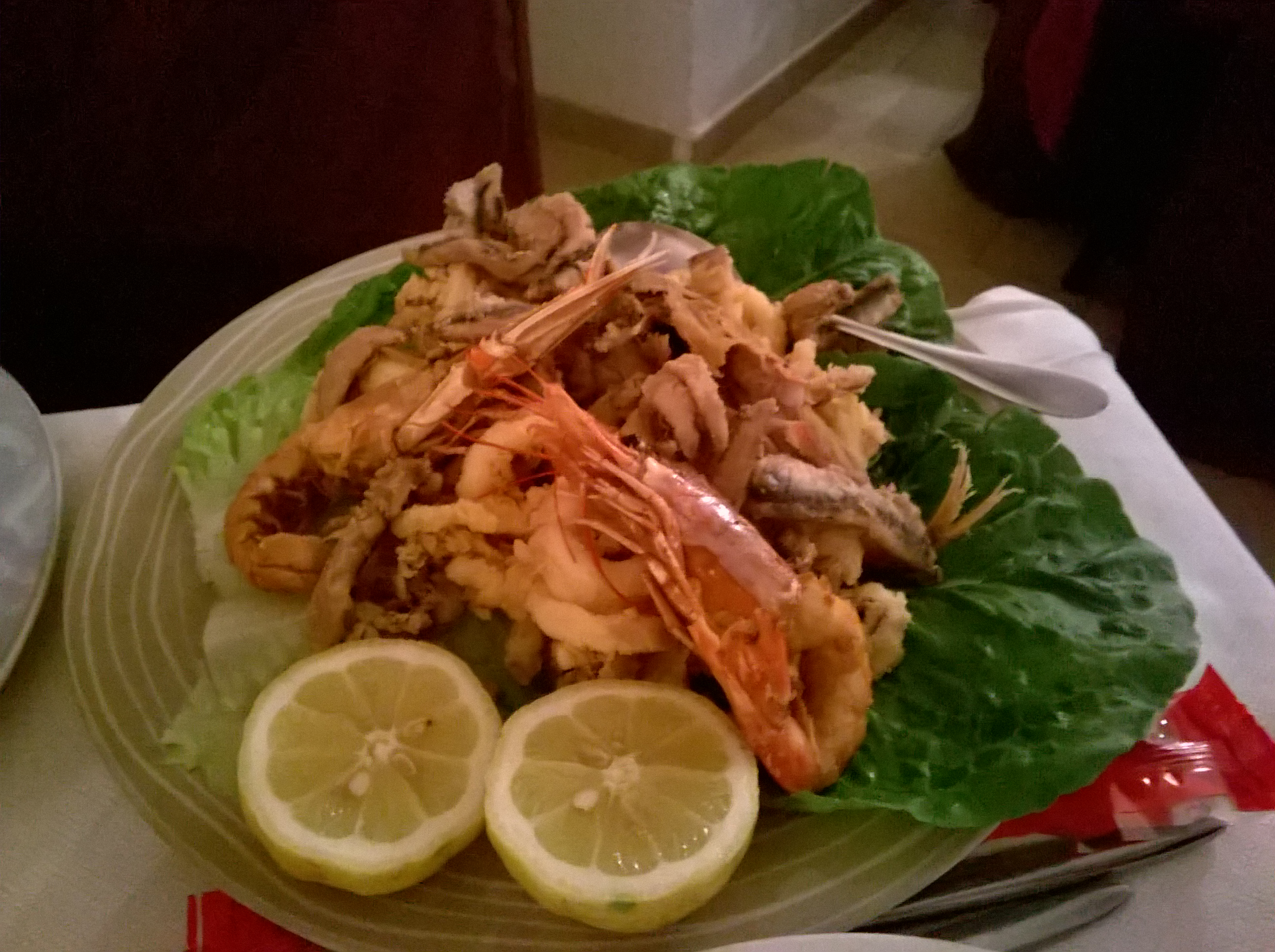
Un fritto misto di gamberoni e calamari preparato a Siracusa e condito con del limone

I pesci fritti sono una delle principali specialità siracusane: si segnala in particolar modo la frittura di paranza e il pesce spada alla stimpirata, ovvero tagliato a tranci, infarinato, fritto e passato in una salsa agrodolce contrassegnata dai capperi. Svariati i secondi piatti marinari; tra i più noti vi sono:
Cernia alla Matalotta
La cernia viene molto apprezzata in Sicilia, soprattutto da siracusani e catanesi. Il pesce viene tagliato a Tranci, fatto cucinare insieme alla salsa di pomodoro e condito con gli ingredienti tipici del territorio: olive, capperi, aglio, basilico e prezzemolo.
Puppetti ri muccu
È un piatto molto tipico della zona: in italiano esso significa polpette di pesce neonato (u muccu). Il minuscolo pesce si raggruppa e si fa amalgamare ad un composto di uova, pangrattato, prezzemolo e formaggio siciliano. Si formano delle palline e si friggono in padella.
Tonno con i peperoni, detto anche ghiotta di tonno o tonnina alla siracusana
I peperoni, che i siracusani apprezzano in moltissimi piatti, vanno a comporre l'accompagnamento essenziale del tonno: il pesce viene fritto in abbondante olio extravergine d'oliva e lo stesso procedimento lo si riserva, a parte, ai peperoni, aggiungendovi però dell'aceto. I due alimenti vengono uniti alla fine. Un altro modo di cucinare il tonno "alla siracusana" consiste nel friggerlo cosparso di cipolla affettata (sostituta dei peperoni), sfumarlo con del vino bianco secco e insaporirlo con i pomodori pelati (oltre ai classici capperi, sale e pepe).

### Secondi piatti di terra

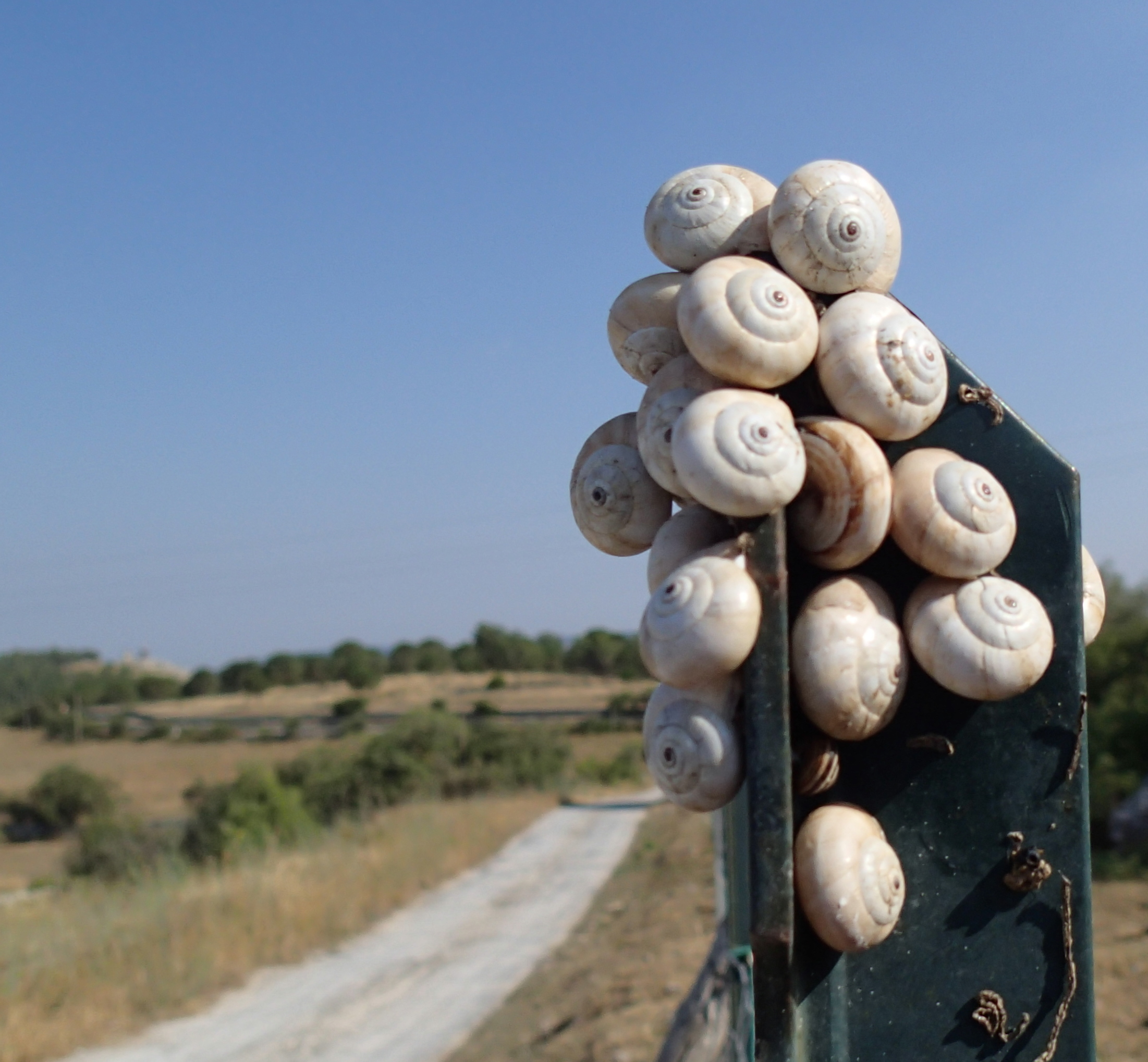
Babbuci dei monti Iblei

Babbuci, crastuna e 'ntuppateddi (lumache)
Le lumache terrestri sono un tradizionale piatto del territorio. I siracusani hanno tanti modi per chiamarle: babbuci o molto più raramente babbaluci (che è il nome in uso nella Sicilia occidentale), ma anche babbanii (nell'avolese). A Floridia - comune dove vi è una forte tradizione culinaria legata alle lumache - c'è una netta distinzione tra crastuna, se hanno il guscio grande (in italiano sono note come chiocciole vigniaole), ’ntuppateddi, se il guscio dell'animale è scuro, non è tanto grande ed ha una membrana protettiva (lumaca monachella), e infine le più diffuse in Sicilia e nel territorio in questione: vavaluci o favaluci (che sono le babbuci degli altri comuni siracusani), riconoscibili dal guscio molto piccolo e bianco (lumachina di campagna).
Nel siracusano esse si trovano ovunque: dai luoghi in prossimità delle spiagge ai vigneti di pianura e di montagna. Qui sono anche state ritrovate due pentole forate d'epoca greca che si sostiene servissero alla preparazione delle lumache. Diversi i modi di cucinarle: i siracusani solitamente le stufano con pomodoro, cipolla, aceto e peperoni (il piatto prende il nome di babbuci alla siracusana o anche ghiotta di lumache). Nel floridiano invece le lumache si cucinano essenzialmente con il vino, al quale si aggiungono aromi come la noce moscata; le cosiddette ’ntuppateddi a ‘mbriaca.
Bobbia

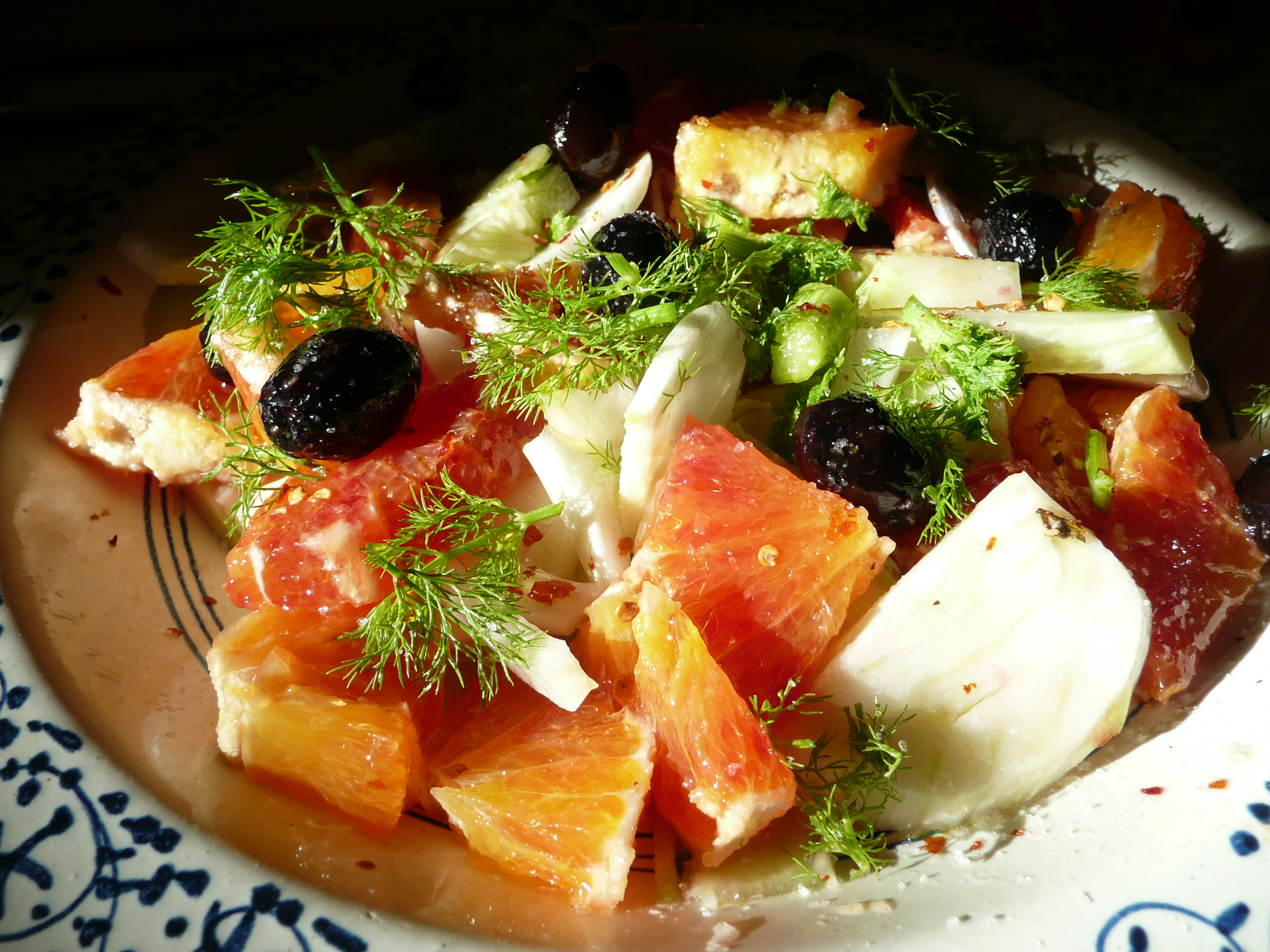
Un'insalata d'arance, olive nere e finocchi fatta con la varietà rossa del noto agrume, che in Sicilia cresce soprattutto nella parte nord del siracusano

La bobbia (termine dialettale per indicare un miscuglio di sostanze varie) è il secondo piatto siracusano maggiormente composto da peperoni. È una sorta di caponata locale. L'altro alimento base della bobbia sono le patate (quasi onnipresenti nella cucina aretusea). Peperoni e patate vengono fritti in padella con olio d'oliva e cipolle bianche. Si sfuma il tutto con l'aceto.
Coniglio a’ stimpirata (o nell'agrodolce siracusano)
Questo è piatto che risale all'epoca del barocco siciliano e, dal momento l'agrodolce è particolarmente ricorrente nella cucina siracusana, u cunigghio a' stimpirata risulta essere una delle lavorazioni più elaborate della gastronomia locale. Esso è caratterizzato dal gusto delicato delle carote, delle patate e del pomodorino mescolato a quello più deciso dei peperoni, delle olive e delle cipolle. Il coniglio viene messo a bagno nell'aceto e nell'alloro (per esaltare ulteriormente l'agrodolce si può aggiungere alla marinatura anche un cucchiaio generoso di miele o di zucchero). Il coniglio viene in seguito fatto rosolare con una leggera infarinatura e viene mantecato al suddetto condimento. Il composto, cosparso di olio d'oliva, sale, sedano e menta, viene infine cotto in padella o nel forno. Si preferisce mangiarlo freddo.
Insalata d'arance rosse e cipolla cruda
Nel siracusano l'insalata di arance, che è un tipico piatto spagnolo e siciliano, è grandemente consumata. Anch'essa viene contraddistinta dal gusto dell'agrodolce. Finocchi o cipolle crude sono l'immancabile contorno dell'agrume (i siracusani preferiscono le cipolle crude). Inoltre in questa zona si usa prepararla con le arance rosse, che abbondano negli agrumeti di Lentini e Francofonte. La si condisce con sale, olio extravergine d'oliva e prezzemolo (si possono aggiungere anche le olive, ma non necessariamente).

## Pizza e rosticceria siracusana

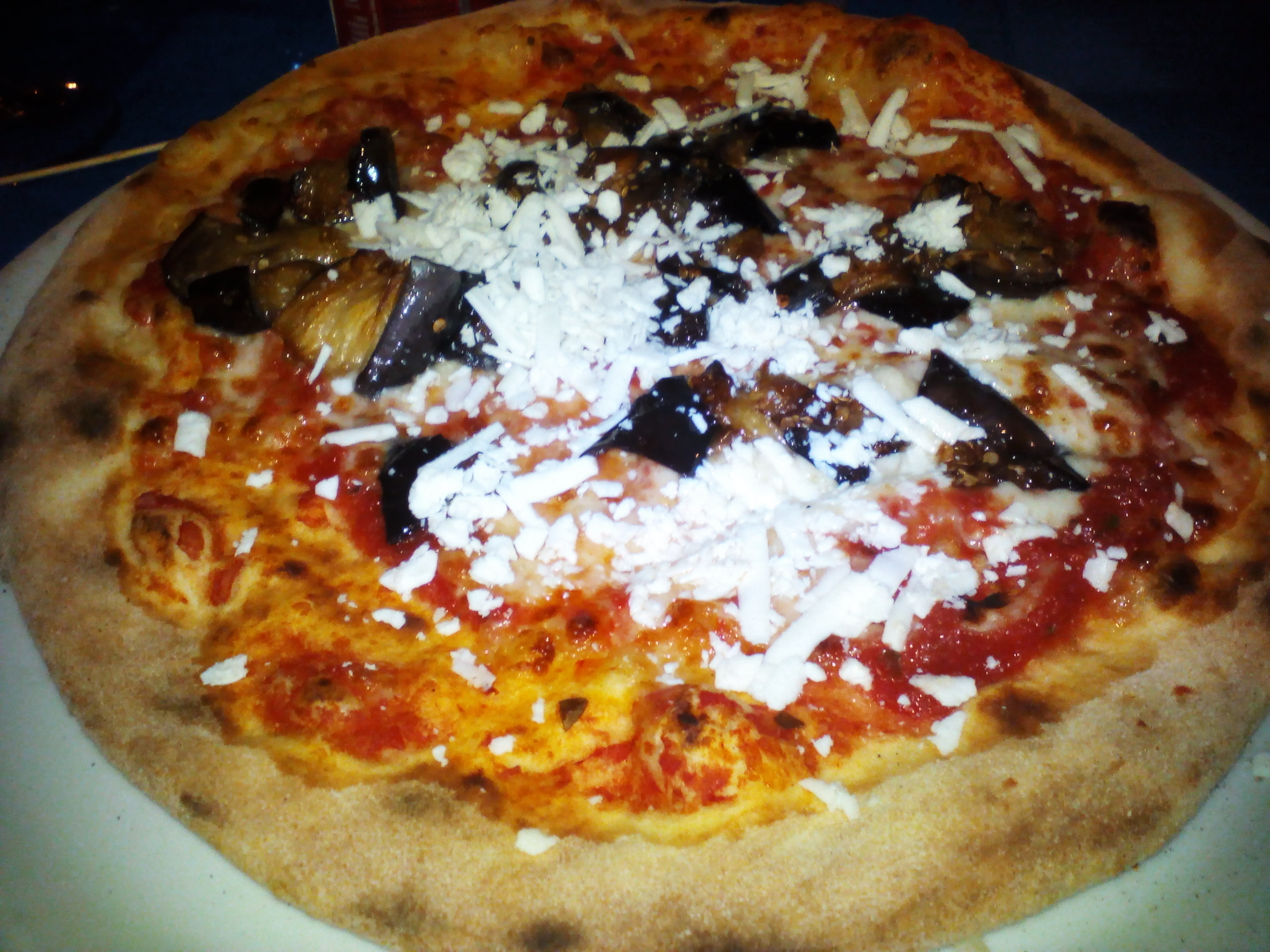
Pizza preparata a Siracusa con pomodoro, melanzane fritte e ricotta salata a scaglie; prende il nome di pizza alla Norma

La cucina siracusana dedica molto spazio alla pizza: particolarità di questo luogo è l'abitudine di servirla già dalla prima colazione, sotto forma di pizzetta: versione dal sapore molto più dolce, soffice e dalla dimensione decisamente ridotta rispetto alla normale pizza (ma non mignon, terminologia che qui si adopera per indicare i rustici davvero minuti, preparati per le ricorrenze come i compleanni).

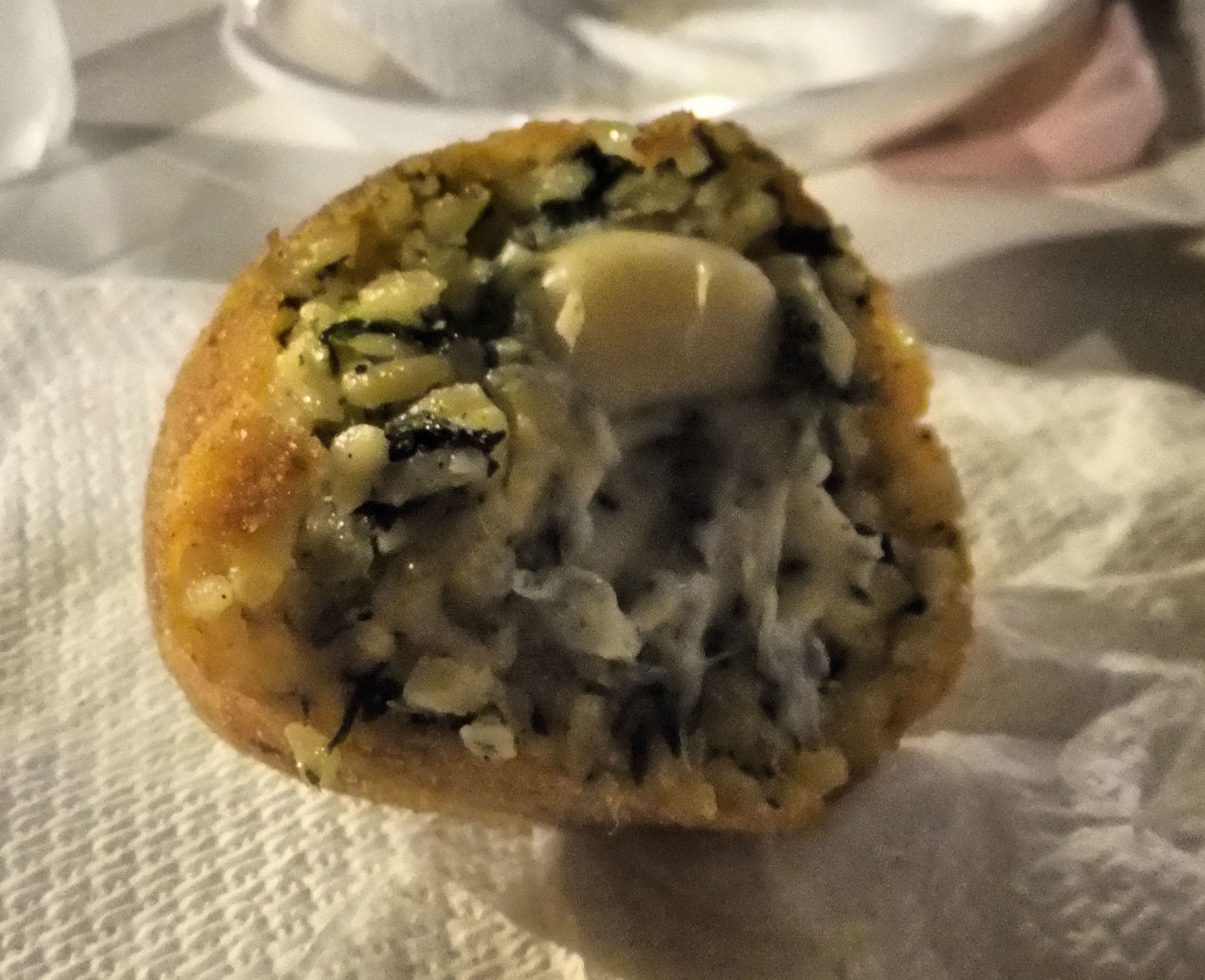
Arancino siracusano rotondo, farcito con spinaci e formaggio

Accanto alle pizzette si servono gli altri "pezzi" tipici da rosticceria della Sicilia orientale, come bombe, calzoni grandi o piccoli, e sfoglie (a Siracusa, a differenza di Catania e di Messina, si fanno non solo a saccottino o triangolari ma anche rettangolari a taglio e quindi in teglia) insieme ad altri rustici che vanno a comporre una vasta scelta per il consumatore. Raramente però nella prima mattina si potranno trovare gli arancini caldi, poiché è usanza dei rosticcieri locali sfornarli e servirli soprattutto il pomeriggio e la sera. I siracusani chiamano gli arancini con la loro forma maschile (arancino), ma ben tollerano e spesso adoperano anche la forma femminile che è tipica della Sicilia occidentale e in particolare del palermitano (arancina). Qui gli arancini con la punta (conici, per simboleggiare l'Etna) ) sono ripieni di ragù e formano la variante più conosciuta e tradizionale, mentre quelli rotondi vengono farciti in tanti modi diversi; al formaggio si accompagnano burro o besciamella e prosciutto, oppure spinaci o ancora funghi. Essendo la rosticceria siracusana influenzata in parte da quella catanese, essa include oltre agli arancini conici anche cartocciate, cipolline, siciliane (calzoni fritti e ripieni di tuma e acciughe), e scacciate (uguali nella forma ma variabili nei condimenti). Altre influenze sono venute dal messinese con la focaccia; dal ragusano con la focaccia ragusana (in particolare da Modica, che si contende con Ragusa la paternità del prodotto), che talvolta si trova a Siracusa e più che altro nei comuni confinanti con l'ex provincia (oggi libero consorzio) di Ragusa come Palazzolo Acreide e Rosolini. In essa variano o si aggiungono alcuni ingredienti come patate, salsiccia e formaggio, o verdure come la bietola; e dal palermitano con il pane e panelle e lo sfincione che si possono trovare in alcune tavole calde del siracusano.
Per quanto riguarda la classica pizza rotonda, i siracusani la condiscono soprattutto con i prodotti che caratterizzano la loro terra, quindi melanzane, ricotta classica o salata, pomodoro ciliegino di Pachino, acciughe, zucchine, olive e via discorrendo con tali ingredienti. La passione siracusana per la pizza (e la peculiare manipolazione impressa agli alimenti) è stata anche premiata con vari riconoscimenti: nel 2015 la pizza siracusana è stata eletta «miglior pizza del mondo» ai campionati mondiali della pizza che si svolgono a Parma, e nel 2018 ha vinto il titolo di «miglior pizza di Sicilia» all'XI edizione di Best in Sicily (dedicato alle eccellenze enogastronomiche dell'isola).

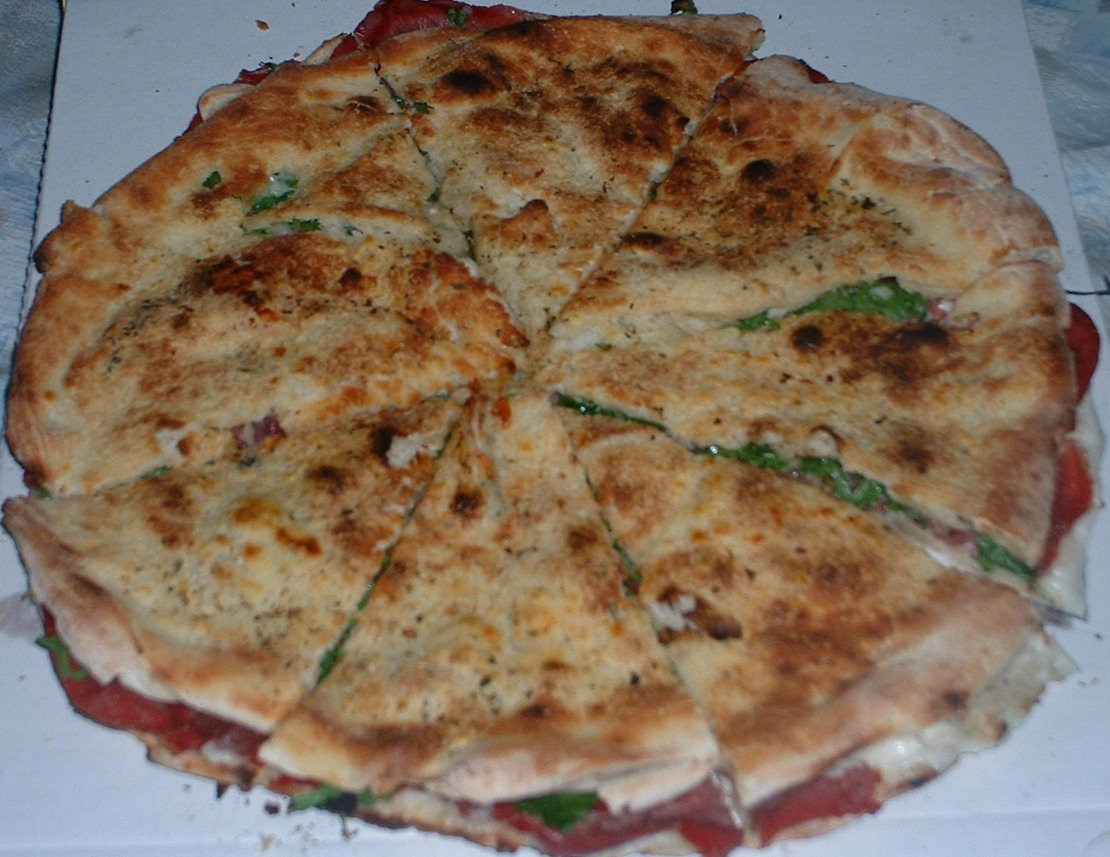
Il pizzolo inventato nel siracusano (origine contesa tra Solarino e Sortino)

I pizzaioli siracusani hanno altresì scoperto, apprezzato e diffuso un nuovo alimento derivato dalla pizza: il pizzolo di Sortino, la cui origine (sicuramente contadina) viene rivendicata anche da Solarino. Esso è formato da due pizze salate sovrapposte e il suo interno viene farcito con svariati ingredienti. È definito anche «focaccia ripiena».

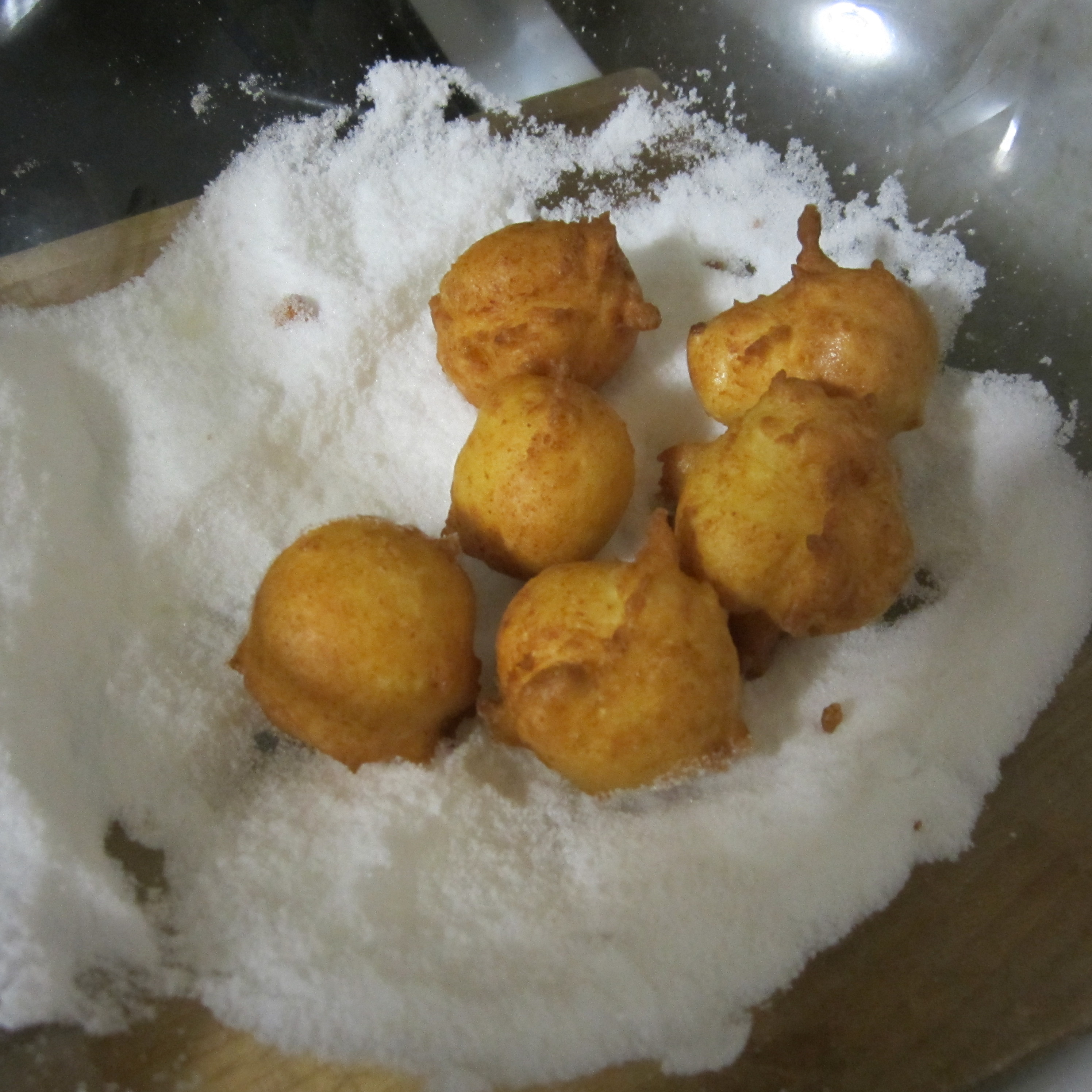
La classica e particolare forma delle zeppole siracusane (nell'immagine sono in una delle loro varianti dolci, cosparse di zucchero granulato)

Ad accompagnare sulle tavole la cosiddetta "pizza rossa" - con la salsa di pomodoro e di forma rettangolare - vi è poi uno degli alimenti più rappresentativi di questo angolo di Sicilia: l'impanata, nome che ne tradisce l'origine spagnola (l'empanada), infatti essa è un'antica eredità lasciata dagli iberici ai siracusani durante la loro dominazione tardo-medievale, e condivisa con i paesi e i popoli latinoamericani anch'essi colonizzati dagli spagnoli, tra cui e in particolare l'Argentina dove tra l'altro vive una grossa comunità italo-argentina di nascita e di discendenza aretusea. Ma se per nome e forma la mpanata siracusana è molto simile al famoso cibo iberico, essa però differisce nella farcitura: nell'area iblea si è soliti darle un ripieno di patate, verdure, salsiccia e alle volte pesce (acciughe soprattutto). In altre zone dell'isola questa stessa pietanza è detta scacciata.
L'impanata più particolare del siracusano è data dalla specialità tradizionale di Pachino: l'impanata con i lolli (la tipica pasta rosolinese e pachinese), nota pure con il nome di pasticcio. I pachinesi la preparano sotto la festività del Natale ed è l'unica pietanza del siracusano nella quale pane e pasta vengono amalgamati insieme.
Altro cibo della rosticceria siracusana, un classico durante la festività di San Martino, sono le zeppole: quelle del luogo appaiono parecchio diverse dalle zeppole maggiormente conosciute in Italia e nel resto della Sicilia (meglio conosciute come le zeppole di San Giuseppe), anzitutto la differente festività per la quale si preparano (i siracusani le mangiano l'11 novembre e per l'intero periodo autunnale anziché il 19 marzo) e poi sono più piccole, compatte e non vengono farcite con crema pasticcera, bensì vengono salate con le acciughe insieme alla tuma, oppure riempite con ricotta o con pezzetti di noci, e bagnate nel vino cotto come vuole la tradizione contadina, la quale celebra così la fine della vendemmia; le varianti delle zeppole dolci prevedono invece l'immersione nello zucchero semolato o nel miele (preferibilmente ibleo), e il ripieno di uvetta passa, o della crema di pistacchio (preferibilmente di Bronte), o persino della nutella. Esse sono spesso accoppiate alle crispelle di riso, anch'esse originarie del catanese ma molto diffuse anche a Siracusa.

## Frutta
(Alessandro Rizza riportato da Emanuele de Benedictis, Memorie sull'ingegno, gli studii, e gli scritti del medico Alessandro Rizza, 1868, pp. 126-129.)
La frutta, sia essa dolce, agra o secca, fa pienamente parte dell'alimentazione siracusana. Inoltre i cuochi se ne servono per preparare dei caratteristici piatti.

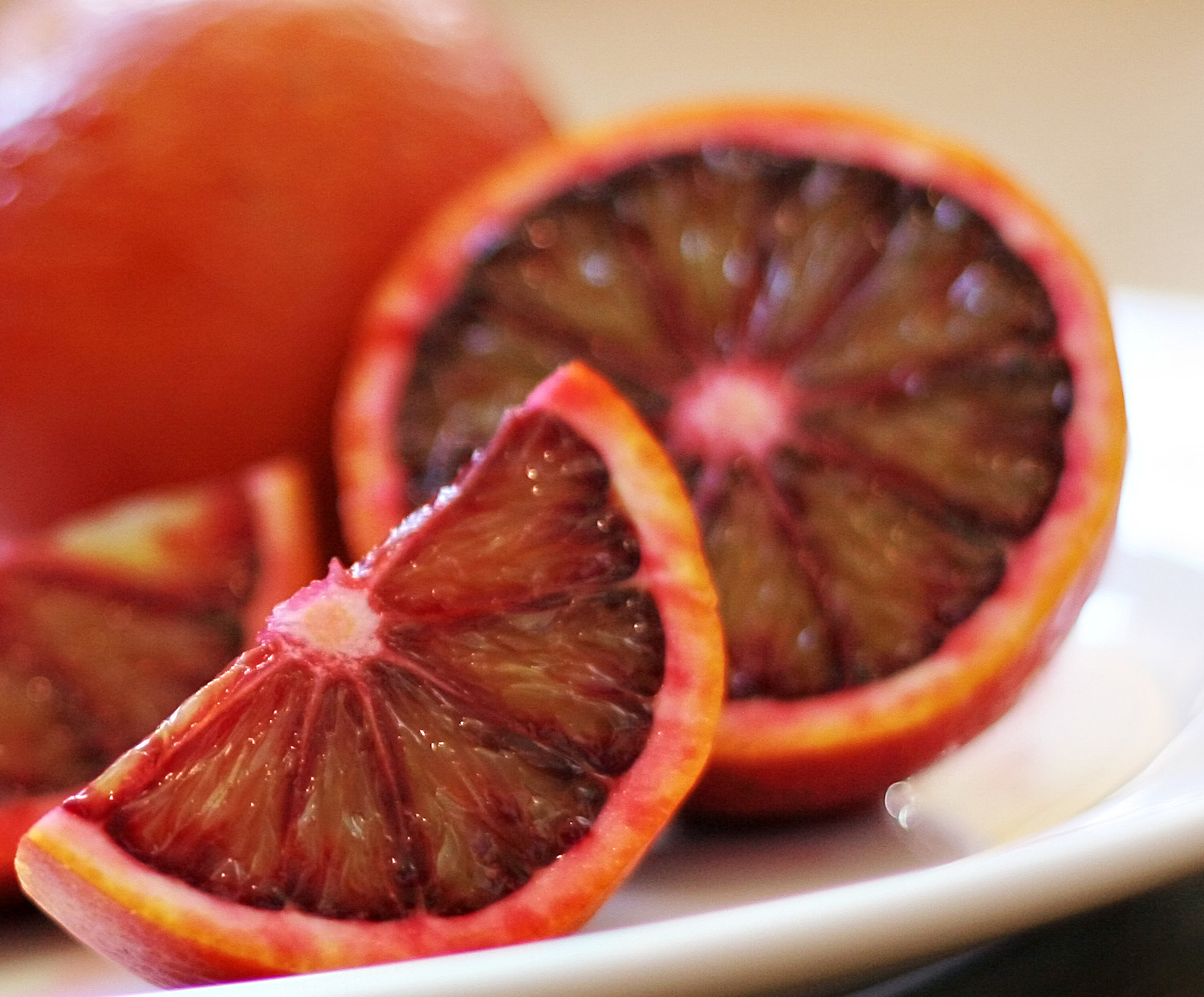
Il siracusano è zona d'origine e diffusione delle arance rosse siciliane

### Agrumi
Gli agrumi (Citrus), originari dell'Estremo Oriente, prosperano bene in questo territorio geografico. Il limone è quello che maggiormente si è acclimatato, facendo divenire l'odierno libero consorzio comunale di Siracusa il maggiore produttore di limoni in Europa. I siracusani coltivano la varietà di limone detto femminello siracusano, da esso ne traggono il primofiore, il bianchetto e il verdello (in base al periodo di maturazione).
La produzione di arance è anch'essa significativa: a Francofonte ha avuto origine l'arancia rossa più pregiata di tutte, ed è pure la più esportata in Italia: la Tarocco (forse una mutazione gemmaria della Sanguinello). Ma anche la Moro (veduta per la prima volta a Lentini e da qui diffusasi) e la già citata Sanguinello (primo avvistamento in Spagna) vengono largamente prodotte nel territorio e consumate.

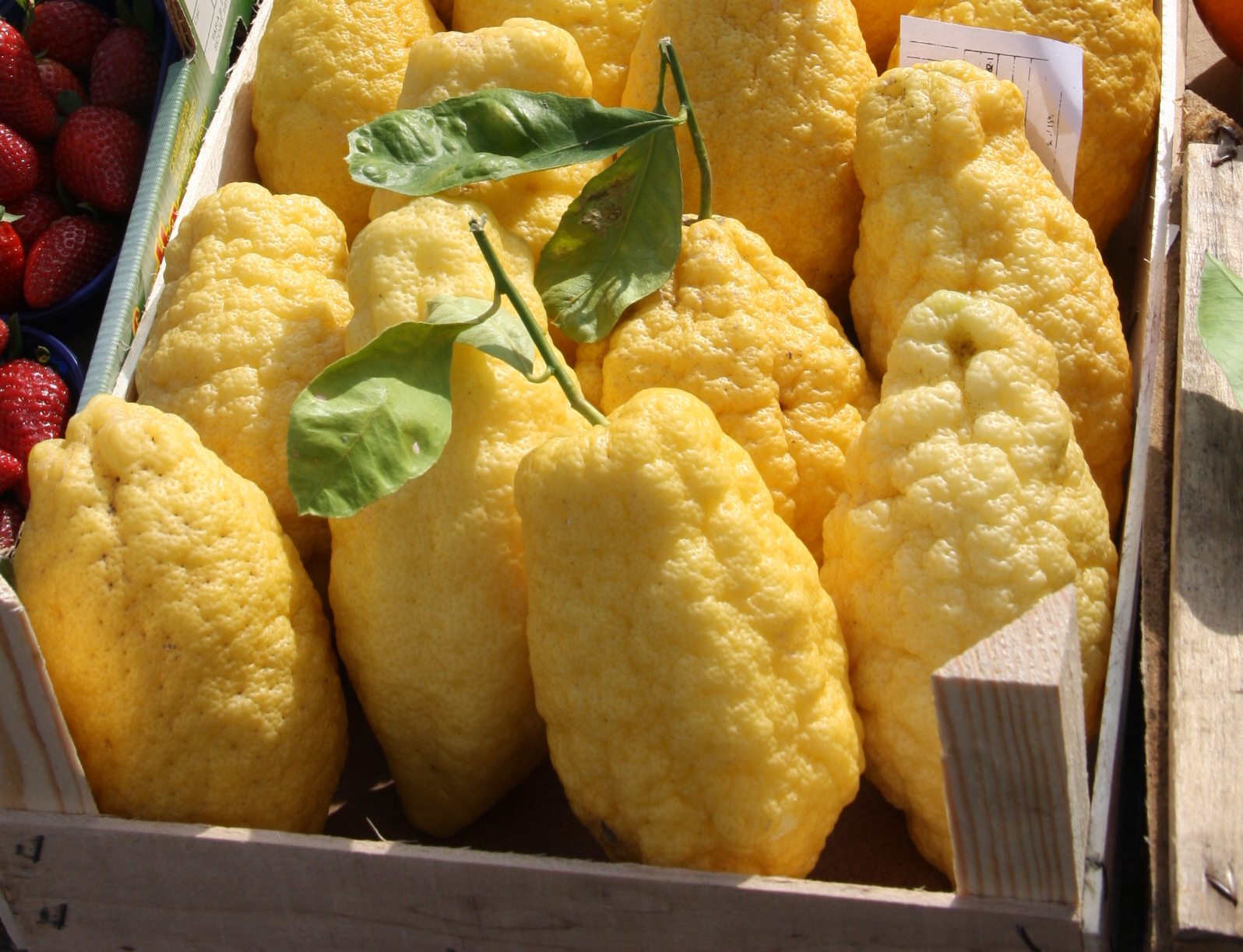
I cedri siracusani

Presenti poi tutti gli altri maggiori tipi di agrumi: dalle normali arance chiare a quelle dolci, dai mandarini al suo ibrido: il mandarancio, dai pompelmi ai cedri; a proposito dei cedri siracusani, si scriveva su di essi nel 1875:
(Prof. Fernando Alfonso, Trattato sulla coltivazione degli agrumi, 1875, p. 387.)
Limoni, arance, cedri e mandarini finiscono nelle cucine locali e ne escono trasformati in bevande, contorni, caramelle e gelati. I siracusani mangiano inoltre gli agrumi come spuntino o antipasto - soprattutto limoni e cedri - tagliandoli a fette e inzuppandoli unicamente nel sale o nello zucchero.

### Frutta dolce

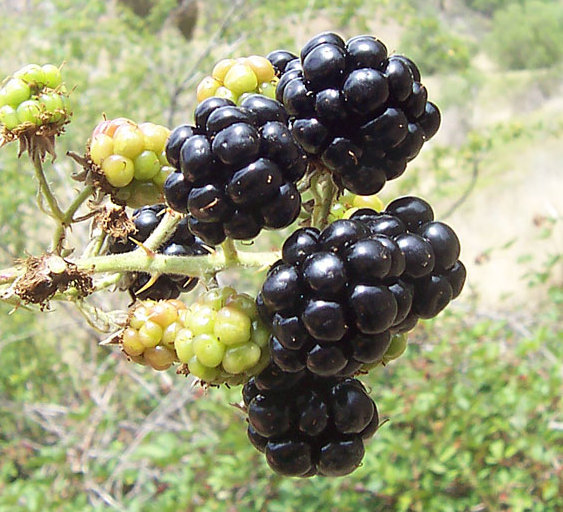
Le more dei rovi, diffusissime in quest'area

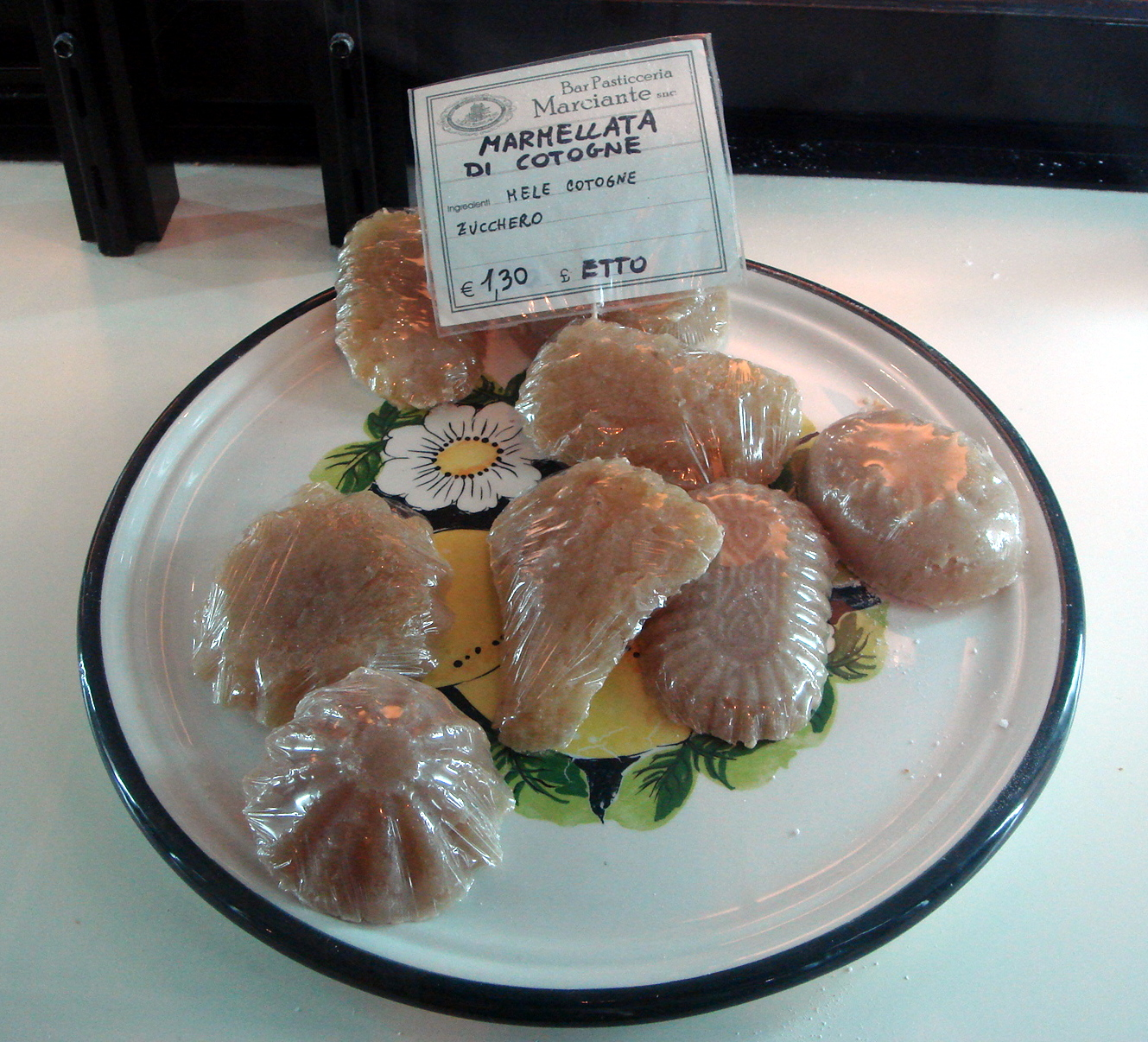
La caratteristica marmellata siracusana fatta con le mele cotogne

Una volta l'anno, in autunno, i siracusani si recano in massa a Pedagaggi, frazione del comune di Carlentini, per partecipare alla sagra del fico d'India e degustare il frutto e la mostarda che da esso in abbondanza si ricava. Difatti l'antica e resistente pianta trasportata dal Messico in Europa ha incontrato nella Sicilia orientale il suo clima ideale ed è qui che ha preso a prosperare più che altrove. Un altro frutto selvatico molto dolce è dato dalle more dei rovi (qui esse si possono raccogliere ovunque). A Siracusa prosperano bene, da secoli, anche le palme da datteri e i nespoli del Giappone. Presenti da millenni i melograni e i fichi (Platone se ne nutriva quando risiedeva nella pentapolis e Archestrato rimproverava i Siracusani di mangiare troppi fichi secchi), così come la mela cotogna (il pomo d'oro dei Greci) che viene coltivata localmente per la lavorazione della tipica marmellata, che ai siracusani piace molto.
Il frutto esotico della pianta chiamata Musa, ovvero la banana, è stato coltivato fino ad ora nell'area in questione per semplice uso privato e ornamentale (di rado, un tempo, chi coltivava banane le portava poi in vendita al mercato), al giorno d'oggi però, essendo il clima della Sicilia particolarmente adatto, ci si sta dedicando alla coltivazione di frutta tropicale con lo scopo di commercializzarla e portare nelle cucine frutti come avocadi e manghi locali.
Da segnalare inoltre l'antichissima uva del luogo (a Siracusa fino al secolo scorso si teneva una grande festa pubblica per celebrare questo frutto) e le fragole cassibilesi (anche per esse si continua a tenere nel siracusano una festa apposita, dove vengono mangiate in molte preparazioni diverse, e bevute con seltz e persino con una birra tipica di Cassibile). E i frutti delle cucurbitaceae: l'anguria di Siracusa e il melone giallo di Pachino.

### Frutta secca
Le mandorle, con il loro guscio legnoso, sono la frutta secca più rappresentativa del territorio (si veda ad esempio la mandorla di Avola), con essa i siracusani vi fanno moltissime lavorazioni culinarie: dalle bevande ai dolci e persino piatti salati. Molto diffuse anche le carrubbe, le noci e le nocciole, mentre dai comuni montani degli Iblei pervengono le castagne.

## Dolci

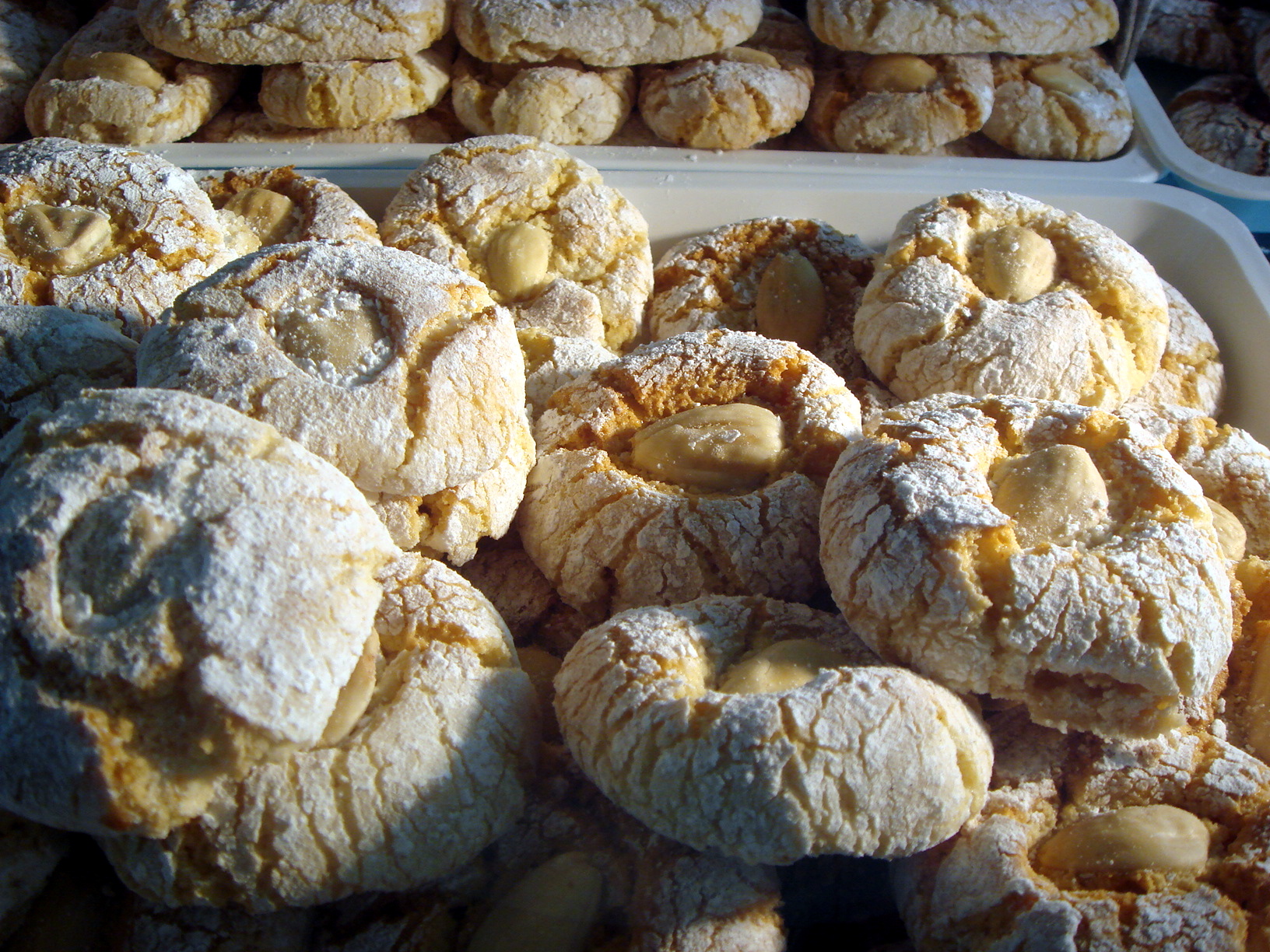
Biscotti siracusani detti paste di mandorle

Molto variegata la preparazione e consumazione di dolci nel siracusano. Tra i principali e più diffusi vi sono le granite: qui quella alla mandorla compone di norma la colazione estiva e viene consumata insieme alla brioche siciliana (di forma lunga o rotonda o a tuppu, cioè con una palla aggiunta nella superficie dell'impasto), la quale non accompagna invece quasi mai tra la popolazione locale la granita al limone, che piuttosto viene servita con una cannuccia essendo di consistenza ben più fluida rispetto alla prima, poiché tra i siciliani sono proprio i siracusani coloro ai quali piace mescolare e lasciare molto spesso dentro la granita pezzettini di mandorla tostata ancora grezza, ovvero con la pelle dopo la sgusciatura, rendendola così più compatta.
Sempre le mandorle siracusane, elemento caratterizzante della pasticceria, sono alla base della confetteria e della pasta che dal frutto secco prende il nome (pasta di mandorle), con la quale nell'ambito dolciario si preparano i biscotti e la frutta martorana. Sviluppata anche la gelateria artigianale: tra i gusti più diffusi e tipici del siracusano vi sono la ricotta, il fiordilatte, il caffè, il pistacchio, il torrone, la fragola, il limone, ai quali si aggiungono quelli con i prodotti tipici siracusani come il limone di Siracusa e siciliani come il cioccolato di Modica, la mandorla di Avola, la fragola di Cassibile e il pistacchio di Bronte. Peculiari e tradizionali dei comuni iblei (soprattutto a Noto e Palazzolo Acreide) sono i gelati al gusto di gelsomino e rosa. Non si escludono tuttavia gelati con prodotti non siciliani come la stracciatella, la menta piperita, le nocciole del Piemonte e la nutella. Tipica dell'estrema zona sud (Marzamemi, Pachino e Portopalo di Capo Passero) è la cremolata, molto simile alla granita ma leggermente differente da essa per avere poca acqua ma più contenuto di frutta, più cremosità, più granulosità, e più sottilezza dei cristalli di ghiaccio.
Nella totalità dell'area iblea è radicata l'abitudine di sfornare al mattino e in ogni periodo dell'anno le raviole per una colazione dolce, principalmente al forno (a Siracusa esse possono prendere il nome di romana), alle quali si accostano un minor quantitativo di raviole fritte cosparse di zucchero granulato. Le raviole siracusane non sono quasi mai sfogliate, distinguendosi per questo dalle raviole al forno catanesi e da quelle fritte nissene, entrambe fatte di pasta sfoglia. La farcitura delle raviole aretusee può essere di ricotta, cioccolato o crema pasticcera. Per quanto riguarda la preparazione del dolce più rappresentativo della Sicilia, ovvero la cassata siciliana, va specificato che i siracusani la preparano in maniera leggermente differente da quella palermitana o generalmente siciliana: nell'area iblea infatti si fa largo uso del pan di Spagna e si adopera molta più ricotta, mentre non è usanza farcire con il marzapane e né tantomeno con la glassa.
Oltre ciò (ovviamente anche qui si confezionano quotidianamente cannoli e cassatine) vi sono poi numerose specialità locali, la cui origine risale precisamente a questo territorio (il più delle volte esse vengono preparate durante le festività religiose e popolari), per citare solo alcune delle più mangiate: lo zuccaro, trecce o bastoni rigati di zucchero modellato; i totò, biscotti al cioccolato o al limone ricoperti da glassa, quelli al limone per la forma allungata vengono chiamati ossa re morti, per questo motivo si fanno solo nel periodo della commemorazione dei defunti; i sanfurricchi, specialità al miele di Sortino, sono considerate le caramelle più antiche del mondo; i fichetti, biscotti a base di mandorla e marmellata di fichi; la giuggiulena, quella siracusana è riconoscibile per l'aggiunta di scorze d'arancio e di mandorle; gli occhi di Santa Lucia, biscotti di pasta di mandorla con al centro una scorzetta d'arancia (o generalmente di agrume) a simboleggiare l'occhio di Santa Lucia appunto, essi si fanno anche in Puglia ma la ricetta pugliese differisce da quella siracusana visto che sono dei taralli dolci glassati, così come differisce il periodo di produzione: in Puglia solo per il 13 dicembre, mentre a Siracusa ormai per tutto l'anno; la cuccìa di Santa Lucia, dolce di grano al cucchiaio dalle origini molto antiche condivise con Palermo, i facciuni ri Santa Chiara, biscotti alle mandorle glassati con vari colori, inventati in un convento del siracusano consacrato a Santa Chiara.
Infine, va detto che nel territorio siracusano affondano le origini di quello che poi è diventato il cioccolato di Modica; la forma primordiale di cioccolato in Sicilia, le cui fave di cacao vennero portate dapprima nel siracusano dagli spagnoli dalle loro colonie in centro America (e proprio in Spagna era conosciuto come el cacao de Siracusa e veniva venduto al mercato di Cadice come merce pregiata), veniva lavorata seguendo il metodo degli Aztechi, gli antichi abitanti del Messico inventori del cioccolato (xocoatl), i quali però utilizzavano ingredienti diversi dall'odierno cioccolato modicano (mais), non utilizzavano lo zucchero (ma adoperavano spezie come pepe, peperoncino e vaniglia, presenti anche attualmente nel cioccolato), e consumavano il cioccolato principalmente come bevanda calda, tuttavia talvolta lo trasformavano nello stato solido e a forma di lingotto, così com'è ancora oggi. Nel Settecento la famiglia Bonajuto, originaria di Valencia, si trasferì da Siracusa a Modica in cui nell'Ottocento, da quel cioccolato inizialmente preparato in terra aretusea, farà nascere e consolidare il cioccolato di Modica, il quale a differenza dell'originaria ricetta azteca esclude il mais e include lo zucchero, verosimilmente e successivamente aggiunto dagli spagnoli mediante una lavorazione a freddo (inferiore ai 42°) mantenuta fino ai giorni nostri, ed è ormai conosciuto in tutto il mondo.

## Bevande

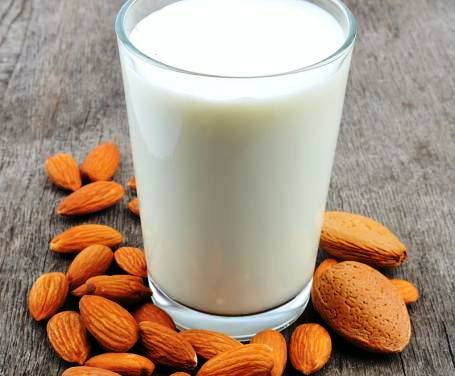
Latte fatto con la pasta di mandorle

Il latte di mandorla è la bevanda analcolica più caratteristica preparata nel territorio siracusano. Il vino rappresenta invece la bevanda alcolica più arcaica:
(Tommaso Gargallo, Memorie patrie per lo ristoro di Siracusa, 1791, vol. 1, pp. 169-170.)
Il vino di Siracusa era già famoso nell'antichità (Greci e Romani lo esportavano abbondantemente) ed è proprio in questo territorio che si trovano le uve dei vini più antichi, partendo dalla DOC del Moscato di Siracusa (da esso si diffusero gli altri moscati d'Europa): le sue origini, secondo alcuni studiosi, risalirebbero direttamente al Pollio Siracusano, bevanda prodotta ancor prima che giungessero i colonizzatori Corinzi.
Vi è però un altro vino del capoluogo, molto più raro, che per arcaicità precederebbe persino il Pollio e quindi il Moscato: si tratta dell'Albanello dall'uva a bacca bianca. Di questo vino, al giorno d'oggi ancora prodotto ma in piccole quantità, si sono occupati parecchi vinicoltori e sommelier, descrivendolo come singolare ed elogiandone la capacità di invecchiamento. L'archeologo Paolo Orsi ritrovò appena fuori dalla città, presso Cozzo Pantano, un vaso potòrio (per bere) risalente al XVI secolo a.C., il quale esibiva la pittura di una vite a bacca bianca che sembrerebbe coincidere con quella dell'Albanello e testimonierebbe dunque la precedenza di questo vino rispetto al Moscato.
Ma Siracusa non è solamente patria di vini bianchi, ancora un altro vino, stavolta rosso, è legato all'origine della città aretusea: il Syrah. Le fonti lo dicono originario dell'Egitto e la vite sarebbe stata importata nel siracusano dal tiranno Agatocle, di ritorno dalla sua spedizione in Africa. Secondo un'altra tradizione invece il vitigno del Syrah, sempre dall'Egitto, fu trapiantato qui dai Romani e visto che la pianta mise delle così buone radici nella terra di Archimede i Sicelioti imposero alla loro città il nome del vino egiziano (tuttavia è noto ai più che la polis all'arrivo dei Romani si chiamava già Syrakousai, e ancora prima Syraka, da oltre mezzo millennio).
Nella parte sud del siracusano ha invece avuto la sua originaria coltivazione la vite del Nero d'Avola (sue testimonianze storiche sul territorio incominciano già dal XV secolo e diversi sono gli aneddoti sopra al suo nome, legato da tempo al comune di Avola): si tratta del vino più prodotto in Sicilia.
Sia bianchi che rossi, il territorio di Siracusa e dintorni possiede vini adatti per ogni tipo di piatto servito dalla sua cucina: i moscati, e i bianchi in generale, sia del capoluogo (anche passiti e spumanti) sia quelli degli altri comuni (si veda la DOC dei moscati bianchi e liquorosi di Noto), sono considerati vini qualitativi da dessert; ma il bianco siracusano accompagna bene anche i piatti di pesce. I rossi (la maggior cultivar del territorio è data dalla bacca del Nero d'Avola) si vedono spessissimo nei primi piatti di pasta e nei secondi piatti di carne. Da segnalare inoltre il Frappato di Eloro (e la DOC principalmente rossa di Eloro-Pachino), molto versatile, la cui uva si coltiva soprattutto tra Siracusa e Ragusa.

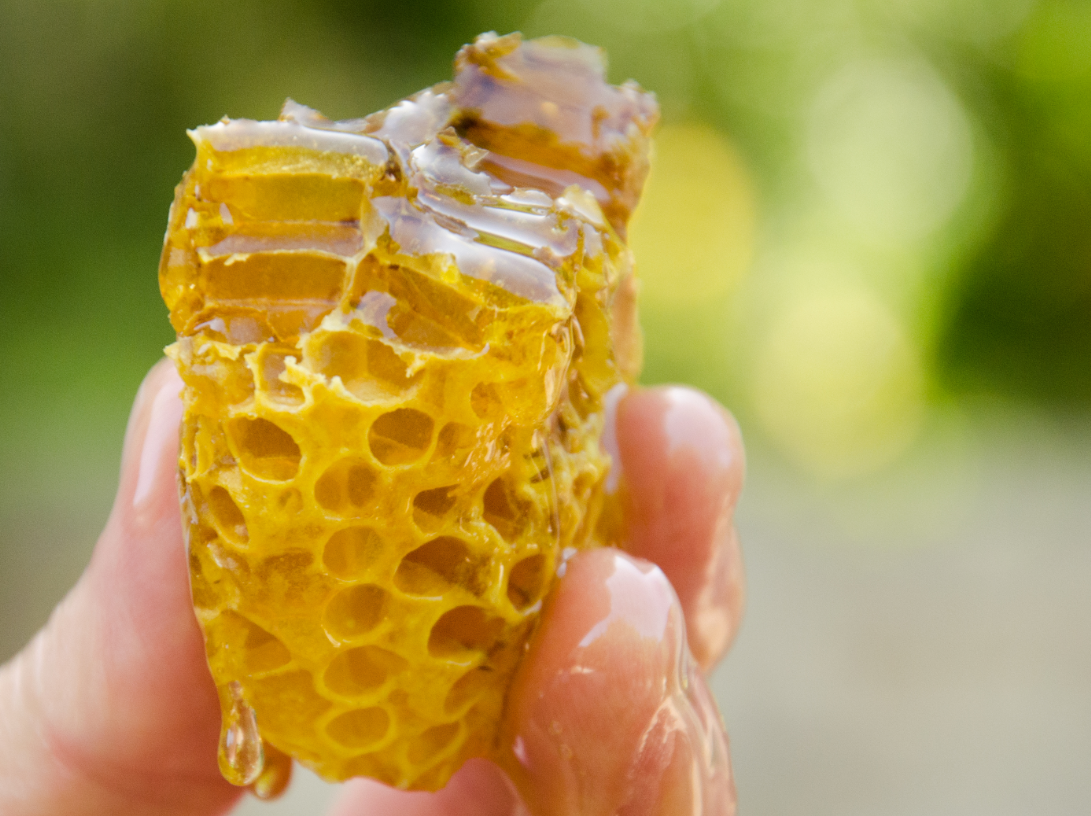
Il miele della Valle dell'Anapo, ingrediente fondamentale per il liquore sortinese

Data la significativa presenza di alberi di limone, tra i liquori è molto diffusa la preparazione del limoncello: i siracusani sono soliti confezionarlo sia liquido che cremoso (con la medesima lavorazione delle bucce si ottengono anche l'arancello e il mandarinetto). Altra bevanda alcolica distintiva del luogo è il Rosolio alla cannella: sostanza liquorosa prodotta per largo tempo solo tra Catania e Siracusa (la cannella va fatta macerare un mese circa nell'alcol). I liquori artigianali sono fatti con la frutta che si trova localmente (tra i più rappresentativi vi sono il liquore ai fichi d'India e quello alle mandorle). Molto particolare e decisamente caratteristico è il liquore che si produce a Sortino, poiché lo si prepara con il miele (naturalmente ibleo): lo si ottiene con la distillazione dell'acqua di risulta derivata dallo scioglimento della cera d'api, nella quale si trovano sostanze zuccherine e miele (il suo antenato è l'Idromele delle antiche civiltà). I sortinesi lo chiamano u Spiritu re fascitrari (che significa lo spirito, ovvero il liquore, dei mielai).
Tra gli amari si segnala la produzione locale del Carrubone: preparato quasi esclusivamente a Siracusa, si tratta di una miscela di alcool, carrubbe e radici dei monti Iblei.
Anche nel siracusano il caffè è una bevanda molto apprezzata e consumata, al bar come a casa o al lavoro, e diventa spesso una bella occasione di incontro e di socializzazione. Solo a Siracusa sono attive tre aziende di torrefazione del caffè, oltre a diverse altre torrefazioni artigianali.